# Кривой Рог
Криво́й Рог (укр. Криви́й Ріг) — город в Днепропетровской области Украины, центр Криворожского района, Криворожской городской общины и Криворожской агломерации. Седьмой по населению и второй по площади город Украины.
Основан в 1775 году и расположен на месте слияния рек Ингульца и Саксагани. Является самым длинным городом Европы — линейное расстояние от крайней северной точки до южной по прямой составляет 66,1 км.
Кривой Рог — важный экономический и научный центр Украины, крупный транспортный узел, центр разработки Криворожского железорудного бассейна (сокр.— Кривбасс).

## История
Официальной датой основания города считается 27 апреля (8 мая) 1775 года.
Первое официальное письменное упоминание о Кривом Роге встречается в издании «Опись основанных почтовых станций по речке Ингулец от Кременчуга до Херсона» и датировано 27 апреля (8 мая по новому стилю) 1775 года. Вдоль почтового тракта, соединявшего центр с югом, начали строиться жилые дома. Почтовая улица (ныне Почтовый проспект) стала отправным пунктом расселения жителей в Кривом Роге.
В действительности, в 1761 году в Кривом Роге была открыта церковь Святого Николая, что ставит под сомнение официальную дату. Кроме того, в упомянутой «Описи…» говорится «станция в Кривом Роге», но не «станция Кривой Рог», что прямо указывает на существование поселения на момент создания документа.
В 1781 году по пути в Херсон местечко посетил будущий академик Василий Зуев, где у берегов реки Саксагань обратил внимание на обнажения железистых кварцитов, которые назвал «железным шифером». Предположил, что название города означает «кривой мыс» по извилистому руслу реки Саксагань в месте её впадения в реку Ингулец.
15 декабря 1860 года Кривой Рог приобрёл статус местечка в ведомстве Херсонского поселения в составе Моисеевской волости Александрийского уезда Херсонской губернии. Насчитывалось 3644 жителя. Основным его населением были евреи.

Во время половодья из Александрии на юг уезда (в Моисеевку и Кривой Рог) проехать прямой дорогой на Александровку (Аврам.) и Петрово нельзя, так как у с. Чечелеевки вода затопляет береговую полосу, по которой проходит дорога, а в с. Петрово сообщение левого берега с правым возможно только на лодке; выше же Ново-Стародуба, у с. Звенигородки и этого нет.— Материалы для оценки земель Херсонской губернии.
С началом добычи железной руды в 1881 году местечко пережило экономический подъём, а его население стремительно увеличивалось. Начало добычи железной руды положил Александр Николаевич Поль. Именно с этого периода этнический состав местечка меняется. В нём появляется много поляков, русских из Киевской, Курской, Орловской губерний.
Местечко Кривой Рог было центром Криворогской волости Херсонского уезда Херсонской губернии, в котором находилось волостное правление. На 1886 год насчитывалось 800 дворов и 3745 жителей. В местечке Кривой Рог находились: церковь православная, еврейский молитвенный дом, школа, земская почтовая станция, 12 лавок, 3 постоялых двора, 4 ярмарки в год (9 марта, 9 мая, 15 сентября, 26 октября), торжище по понедельникам, торжки ежедневно.

Владения английской компании «Новороссийское общество каменноугольного, железного и рельсового производства» основатель Джон Хьюз … Общество владеет в Кривом Роге около 1 500 дес. земли, с залежами железных руд, содержащих 58 % — 65 % железа. Добыча составляет в настоящее время 16 миллионов пуд. в год. … В недрах общества имеется запас руды около 1 ½ миллиарда пудов. …— Из обзора В. С. Зива, январь 1917 года.
В октябре 1905 года еврейское население пострадало от погрома.

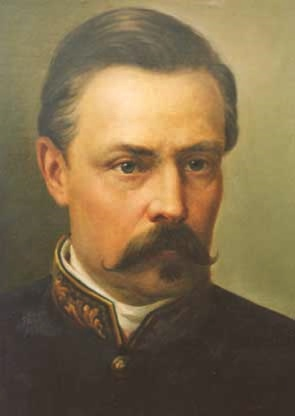
Александр Поль
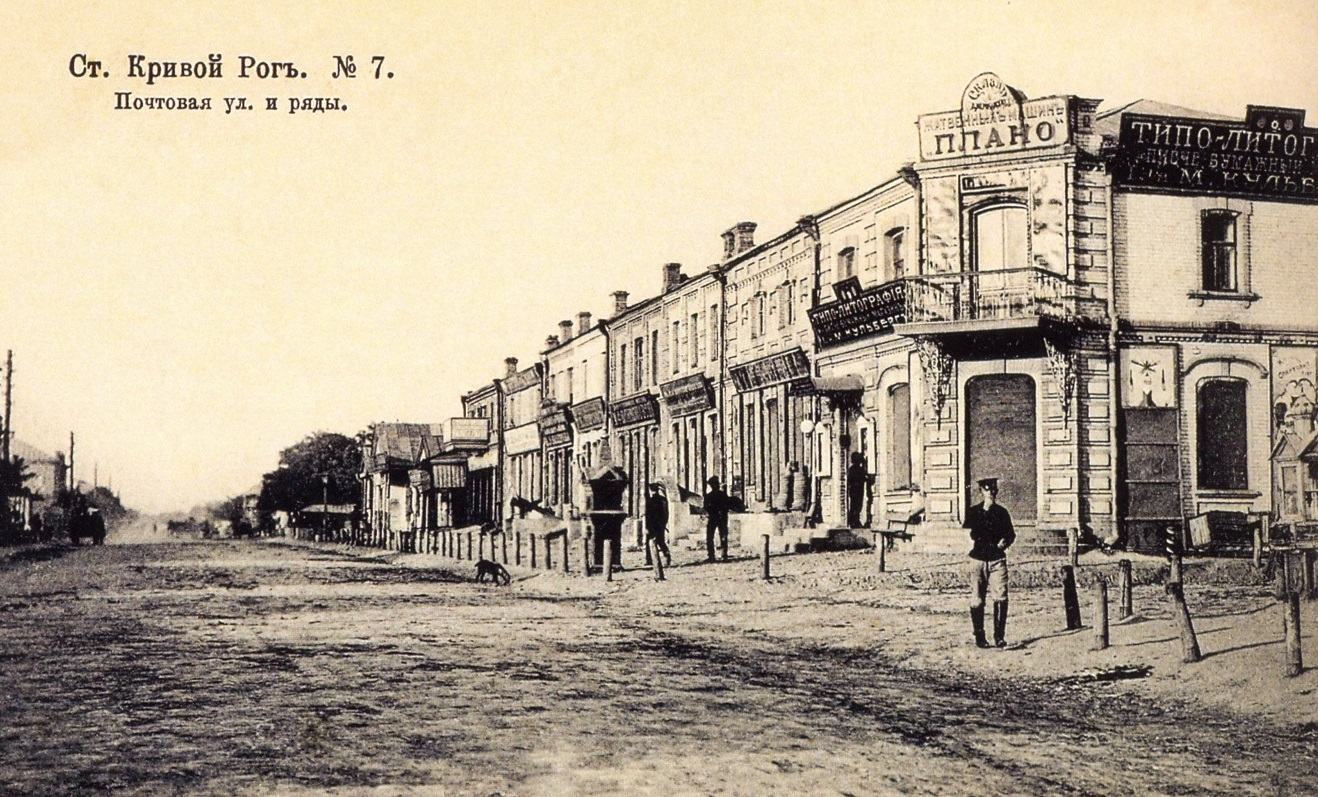
Почтовая улица в начале XX века. Ныне — Почтовый проспект.
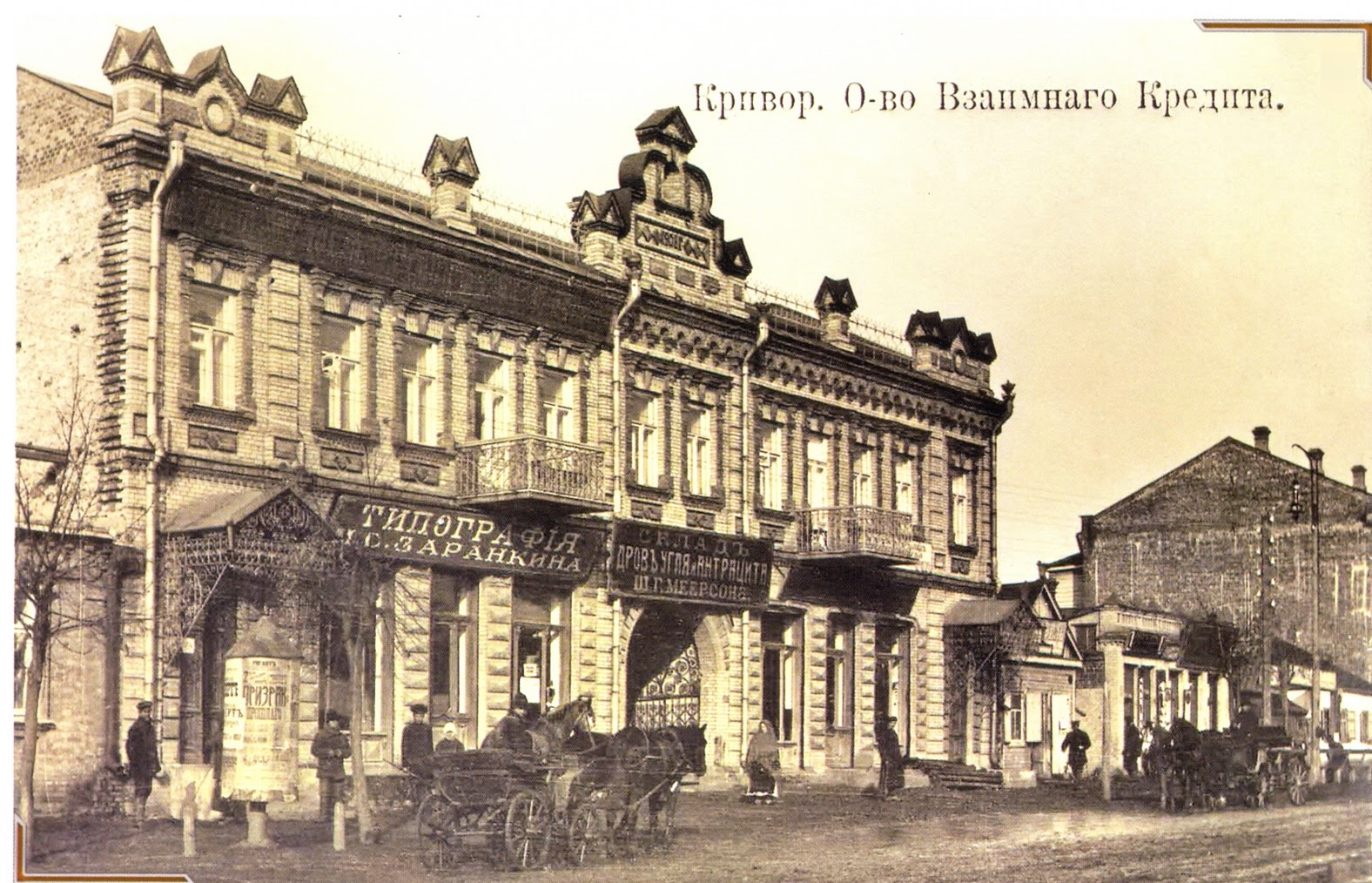
Здание Криворожского кредитного общества
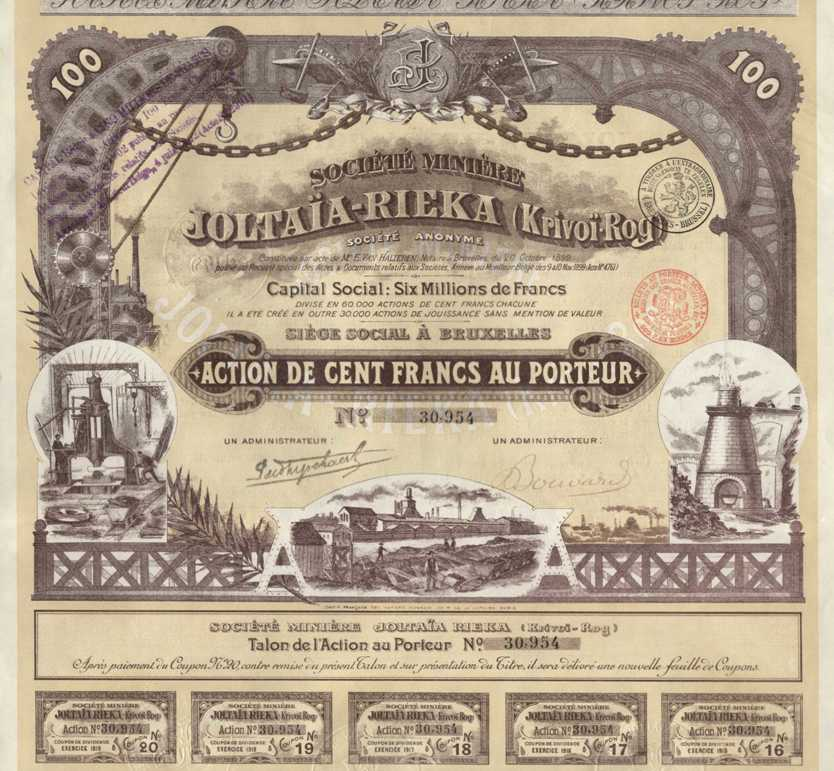
Акция бельгийской компании Joltaïa Rieka. 1899 год
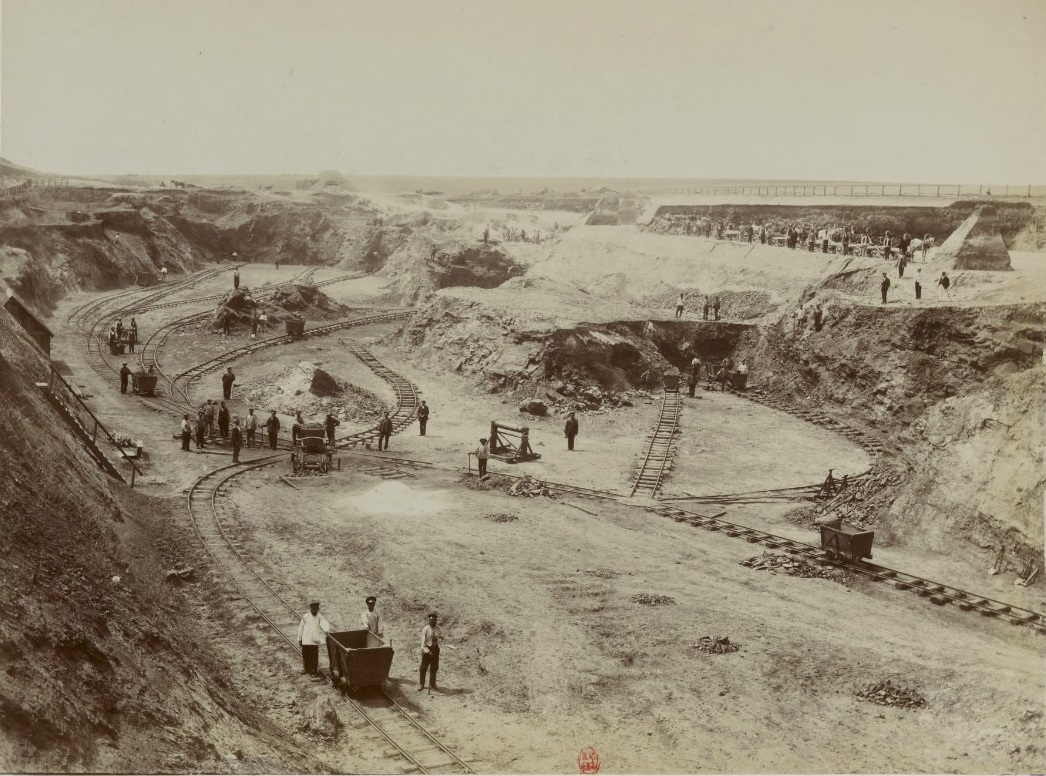
Саксаганский рудник в 1899 году
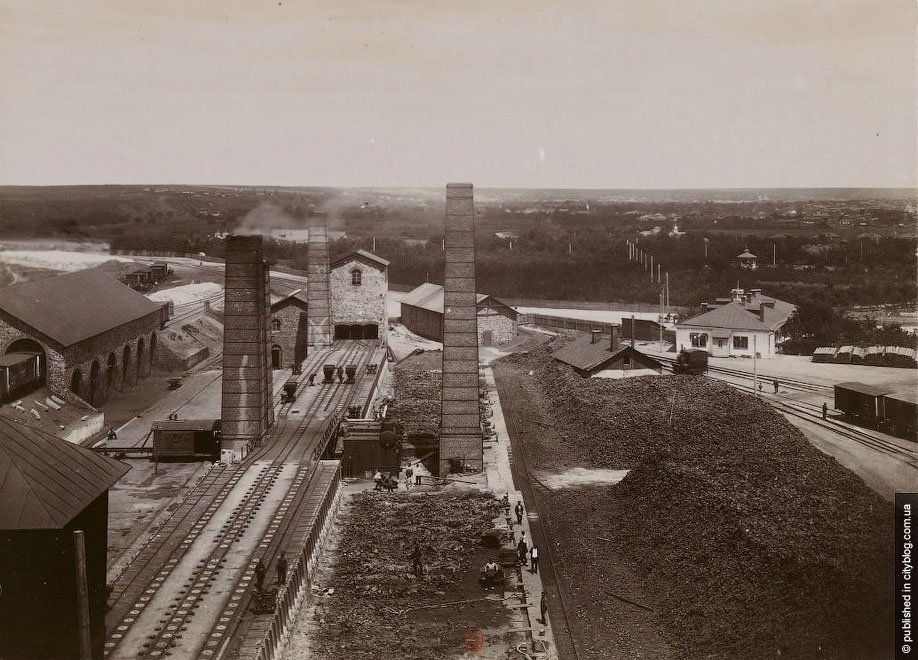
Панорама Гданцевки в 1899 году

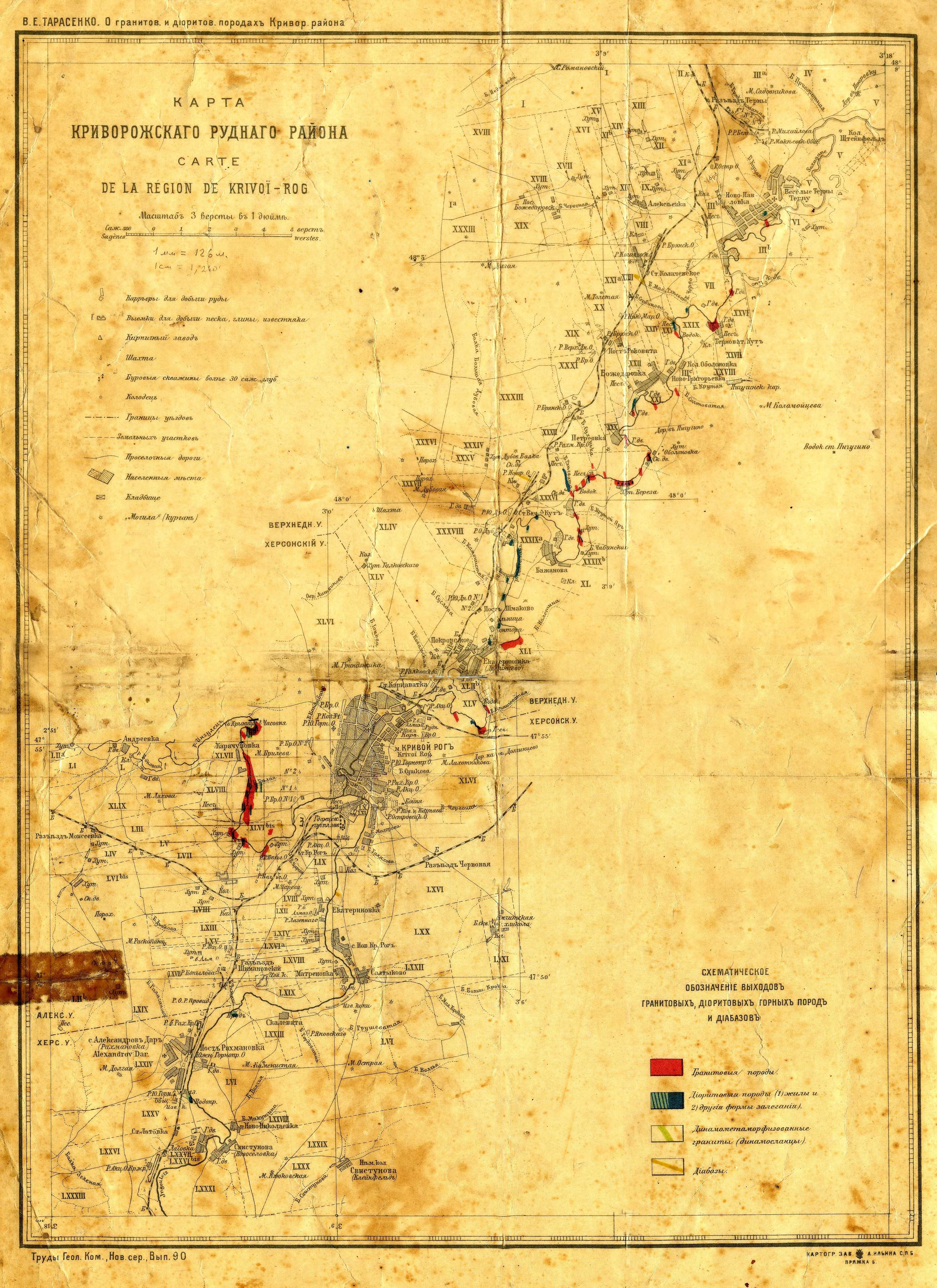
Тарасенко В. Е. Карта Криворожского промышленного района. 1914 год

### Революционные потрясения
В марте-августе 1917 года на Криворожье установилась власть Временного правительства, в сентябре 1917 — январе 1918 года — Центральной рады. В январе 1918 года произошло Январское восстание и до марта 1918 года Криворожье было под контролем большевиков, город вошёл в состав Донецко-Криворожской республики в составе Советской России.
В борьбе за власть на Юге России приняли участие союзные немецкой армии австро-венгерские войска. Оккупационные войска вошли в город 27 февраля 1918 года. 29 марта они смогли занять и северные окрестности Кривого Рога, а в следующие два дня — установили контроль над всем городом и его окрестностями, провозгласив его территорией Украинской державы. Городским комендантом был назначен обер-лейтенант Генрих Антон фон Хельтке. Номинально власть над Кривбассом, с апреля по ноябрь, была у гетмана Павла Скоропадского.
Практически с официального начала оккупации союзники УНР начали конфискацию имущества у населения, забирали скот, вещи и продукты питания, наладили вывоз железной руды в Австро-Венгерскую империю. Всех несогласных с таким положением дел, а также бастующих и митингующих против оккупационной власти начали преследовать. Хотя по договору с УНР эти войска не должны были вмешиваться во внутренние дела Криворожья, все договорённости были нарушены с самого начала оккупации. В апреле 1918 года немецкие войска разогнали Центральную раду и объявили гетманскую диктатуру. Местное население ответило на происходящее сопротивлением и победило. Так, в апреле 1918 года была образована нелегальная партийная организация, в комитет которой вошли В. П. Чередниченко, И. Л. Калиниченко, Ю. И. Умникова, С. М. Харитонов и П. С. Цына. Комитет развернул агитацию, призывая к борьбе против оккупантов. Подпольщики были схвачены и после пыток расстреляны австро-немецкими оккупантами 2 июня 1918 года за станцией Кривой Рог. Оккупация продлилась с марта по ноябрь 1918 года.
С 15 по 30 ноября на Криворожье вновь установилась Советская власть, но уже с декабря 1918 года по январь 1919 года командовала Директория Украинской Народной Республики. Продержавшуюся до февраля 1919 года Директорию снова сменила Советская власть, до июля 1919 года. В это же время, 26 февраля на первом съезде Советов рабочих, крестьян и солдат Криворожья был создан Криворожский уезд — административно-территориальная единица, существовавшая в пределах Екатеринославской губернии в 1919—1923 годах, волостное местечко Кривой Рог объявлено уездным городом.
В августе 1919 года Кривой Рог переходит под контроль Деникина и русской добровольческой армии. До января 1920 года Кривой Рог входил в состав Юга России.
В январе 1920 года на Криворожье вновь одержали победу большевики, установив Советскую власть.
Активными участниками революционных событий были Тынок С. С., Сиволап П. Ф, Калиниченко И. Л., Фесенко А. К., Монастырский М. С., Аненко П. Р., Номинат Е. А.
Во время Гражданской войны Кривой Рог был одним из центров анархистского движения под руководством Нестора Махно.
6 января 1926 года Кривой Рог был определён как город.
По данным переписи 1926 года, украинцы составляли 69,2 % населения города, евреи — 18,3 %, русские — 10 %. Украинский язык родным назвали 61,9 % населения Кривого Рога, еврейский — 10,5 %, русский — 26 %.
В 1935 году Кривой Рог стал центром стахановского движения. Видными стахановцами Криворожья были Тынок Н. К., Лаштоба Ф. И., Митрофанов И. А.

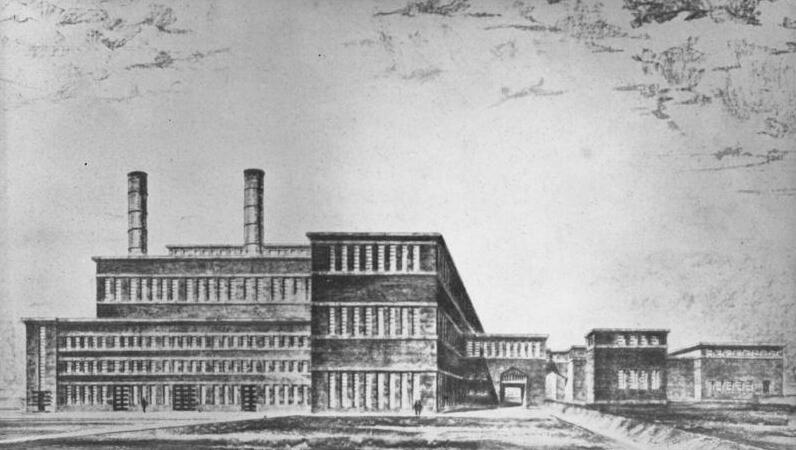
Немецкая электростанция AEG, открытая в 1930 году

### Великая Отечественная война

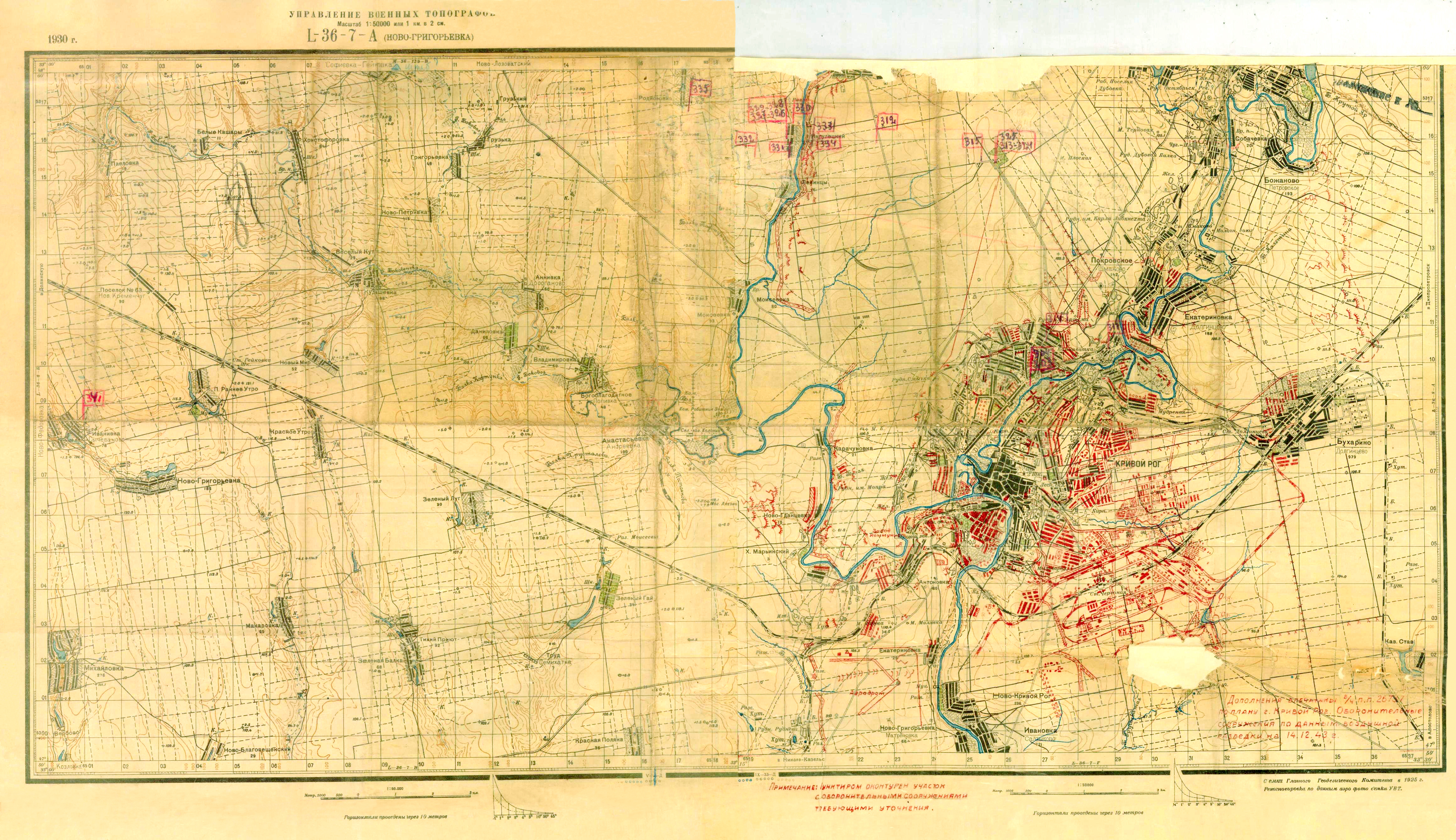
Советская карта Кривого Рога и окрестностей 1930 года с пометками 1943 года

Немецкая карта Кривого Рога и окрестностей. Ноябрь 1943

Во время Великой Отечественной войны город был оккупирован немецкими войсками с 15 августа 1941 года.
Кривой Рог был оставлен без боя — Красная армия отступила из города. Промышленное оборудование заводов и предприятий города вместе с рабочими было эвакуировано на Урал, в частности в город Нижний Тагил. Остальное было приказано взорвать, чтобы стратегически важные объекты не достались врагу. Сотрудниками НКВД, оставленными на местах при отступлении, другими жителями велась активная подрывная и разведывательная деятельность против оккупантов.
В период оккупации в Кривом Роге действовало множество советских подпольных организаций. Одной из самых многочисленных была группа «Красногвардеец» (руководители Мазыкин Н. Д. и Гринёв Н.; Буряченко Т. И. и другие). Действовала группа «Дзержинец» (Демиденко И. М.), семья Демида, Козаченко Ю. М., действовала комсомольская группа Николая Решетняка. Были сформированы партизанские отряды.
В годы Великой Отечественной войны ряд преподавателей и студентов Криворожского педагогического института были участниками партизанских отрядов и подпольных групп, среди которых были: Щербина Иван Иларионович, Швец Иван Никифорович, Мошенский Николай Саввич, Решотка Харлампий Савич и Петренко Григорий Григорьевич.
В городе на территории Военного городка № 1 был размещён концентрационный лагерь Шталаг № 338. Во время оккупации еврейское население города подверглось Холокосту, произошла Черногорская трагедия — массовые расстрелы еврейского населения немецкими оккупантами.

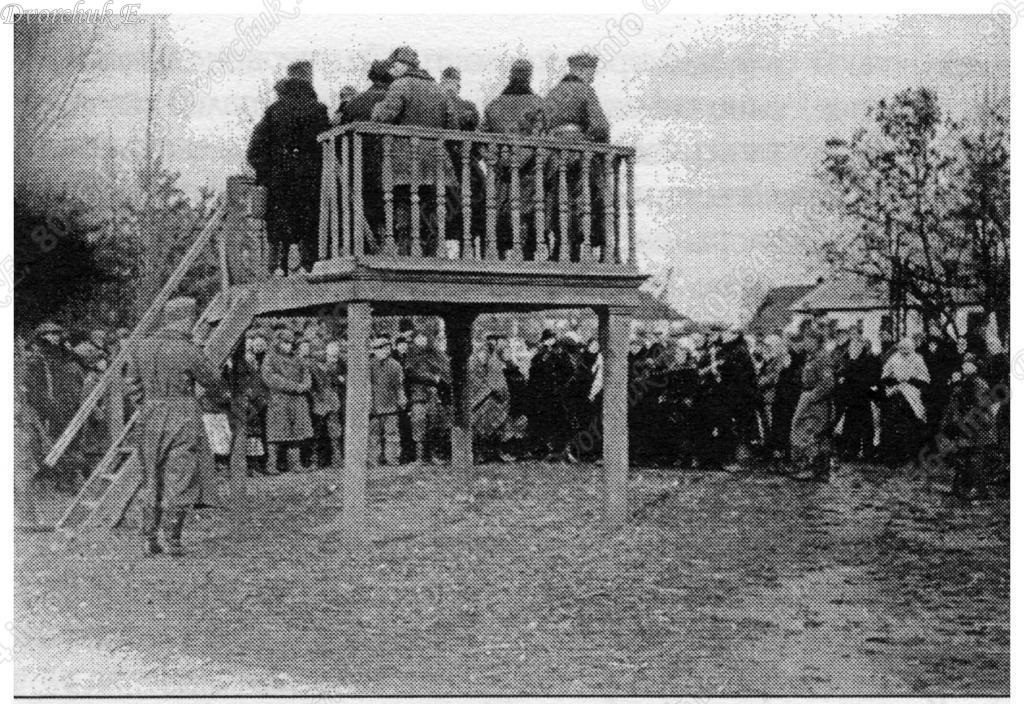
Митинг оккупантов, фото пленного немецкого офицера
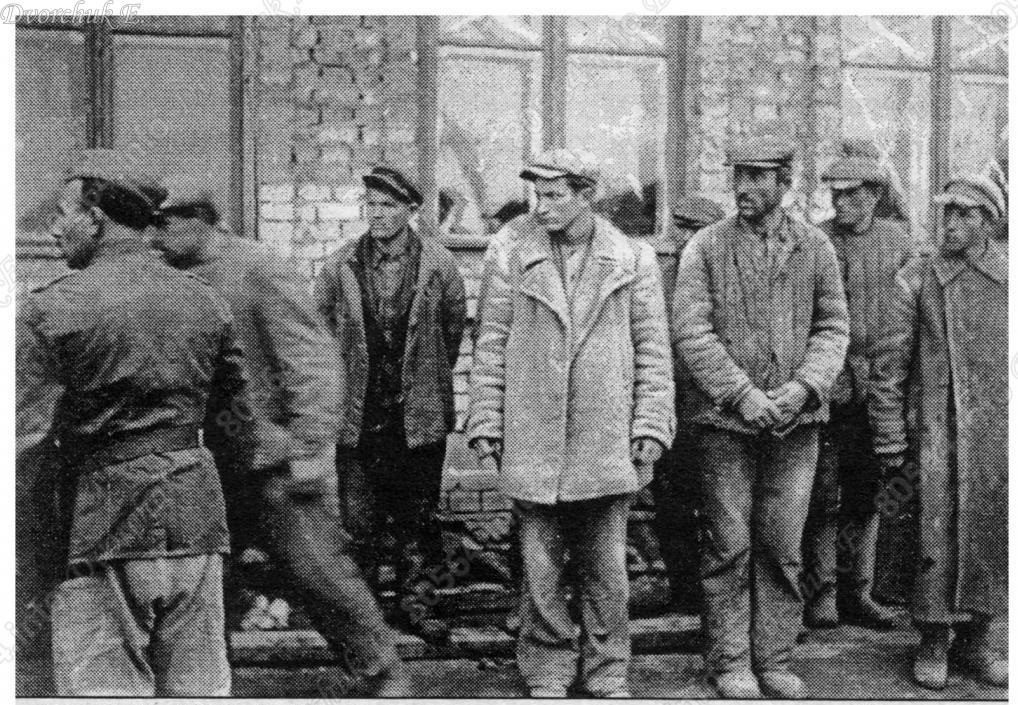
Митинг оккупантов, фото пленного немецкого офицера
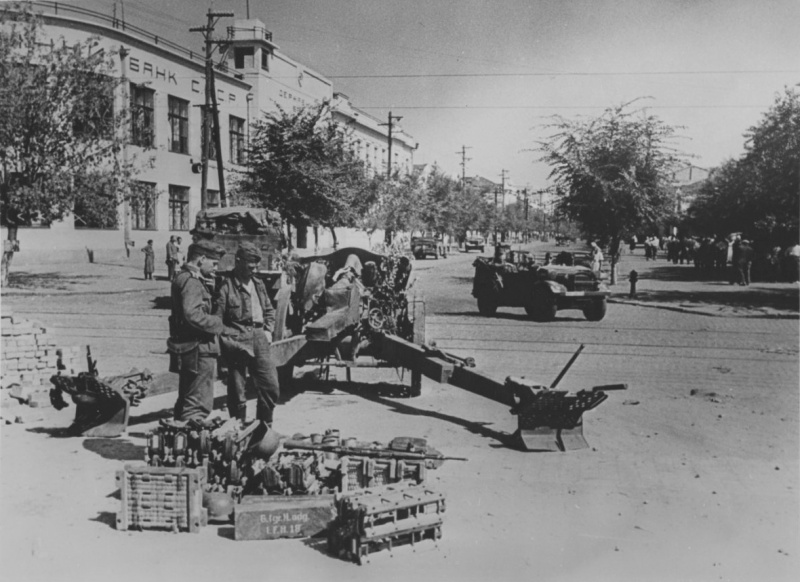
Солдаты вермахта на улице Свободы, 1942 год
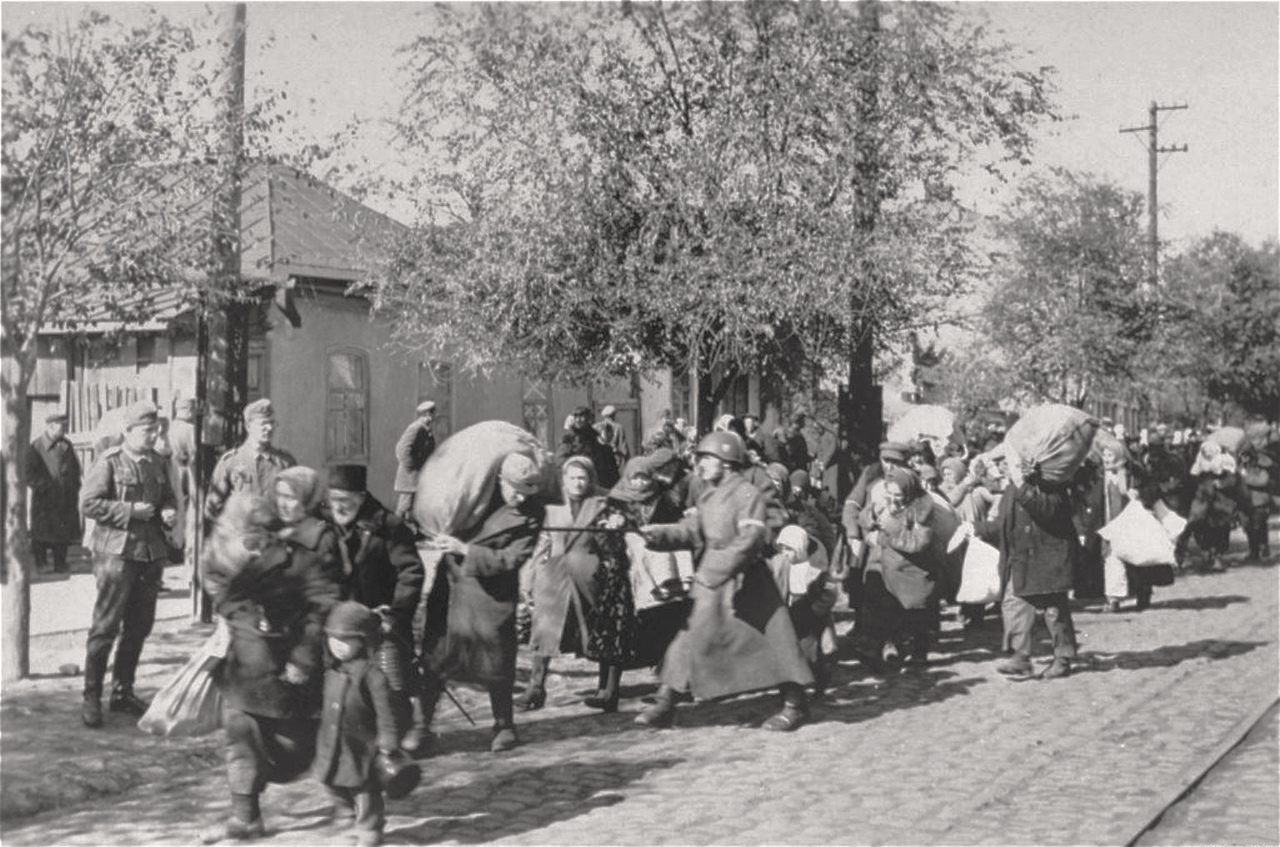
Депортация еврейского населения города, фото пленного немецкого офицера
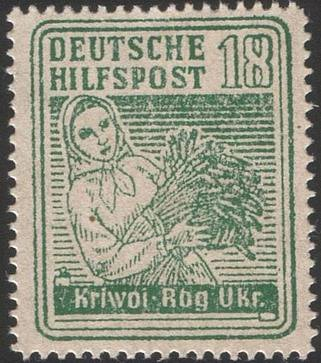
Почтовая марка Рейхскомиссариата Украина
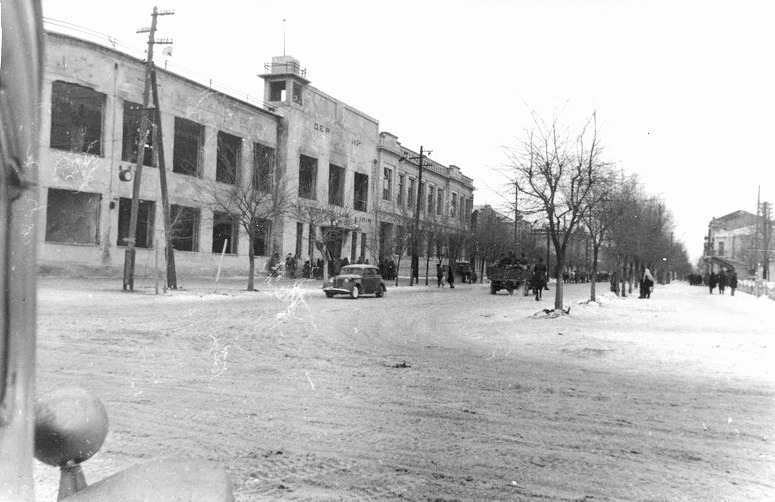
Центральная часть города Кривой Рог на день его освобождения от оккупантов.
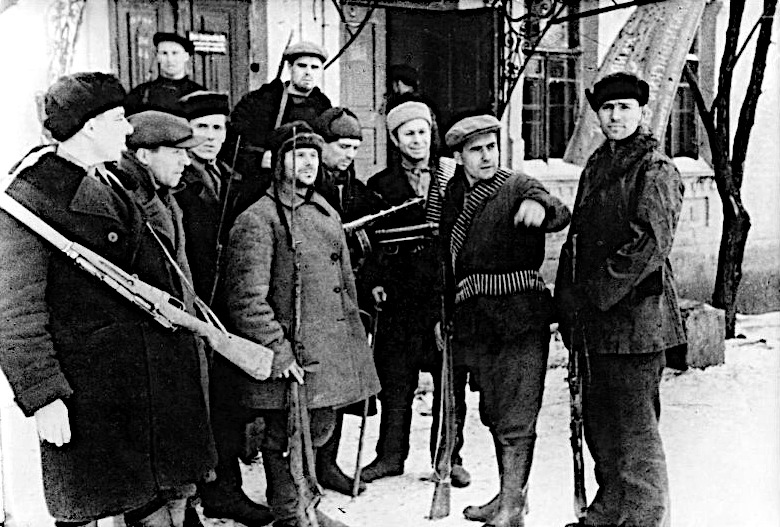
Партизанский шахтёрский отряд г. Кривой Рог, вернувшийся в освобождённый город

Во время освобождения города формированиями 3-го Украинского фронта, специальным сводным отрядом 37-й армии под командованием подполковника А. Н. Шурупова, часть города была спасена от затопления.
Город освобождён 22 февраля 1944 года. Советские войска 3-го Украинского фронта, освобождавшие город — 37-я армия, 46-я армия и 17-я воздушная армия. Войскам, участвовавшим в освобождении Кривого Рога, приказом Ставки Верховного Главнокомандования от 22 февраля 1944 года объявлена благодарность и в Москве дан салют двадцатью артиллерийскими залпами из 224 орудий.
Приказом Ставки Верховного Главнокомандования № 042 от 26 февраля 1944 года, в ознаменование одержанной победы, соединения и части, отличившиеся в боях за освобождение города Кривой Рог, 22 воинских формирования, таких как 20-я гвардейская стрелковая дивизия и 48-я гвардейская стрелковая дивизия, получили наименование «Криворожских».
После освобождения города в историческом районе Гданцевка в феврале-марте 1944 года располагался Командный пункт 3-го Украинского фронта под командованием генерала армии Р. Я. Малиновского.
Приказом заместителя Народного комиссариата обороны СССР № 0041 от 28 августа 1944 года, на базе 63-й танковой Таманской бригады сформировано Таманское гвардейское танковое училище, расформированное 10 апреля 1947 года.

### Послевоенные годы

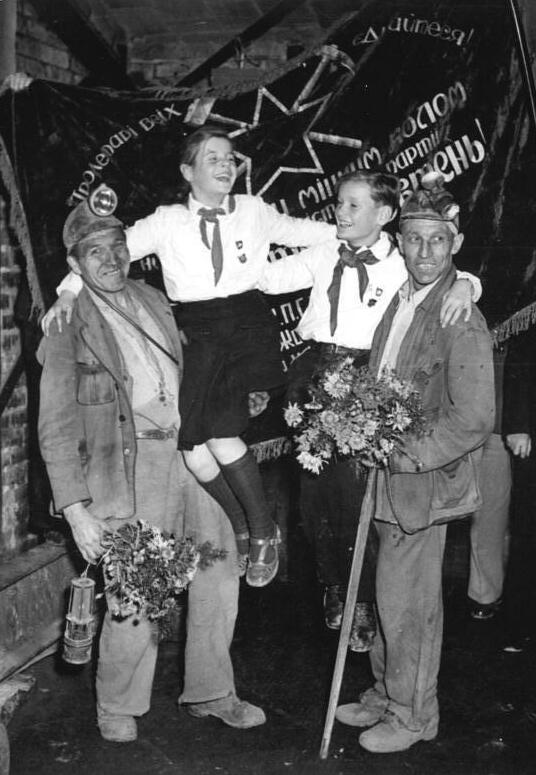
Пионеры и шахтёры во время съёмок советско-германского фильма «Знамя Кривого Рога», 1952 год.

После окончания Великой Отечественной войны Кривой Рог был отстроен и превращён в промышленный центр области, республики и страны.
К 1950 году Кривой Рог восстановил довоенный объём добычи руды, что составляло половину добычи в СССР. В 1951 году было основано авиаучилище. В 1952 году было начато строительство Южного, а позже — Северного и Центрального ГОКов, а также цементного завода. Завершилось формирование Соцгорода и парка имени Богдана Хмельницкого.
16—18 июня 1963 года в городе произошли массовые беспорядки, в которых, по разным оценкам, участвовало от 1000 до 6000 человек. Поводом стало оказание сопротивления сотрудникам милиции со стороны военнослужащего. В итоге — четверо убитых, 15 раненых, примерно 3000 предстали перед судом, 1500 из них получили тюремные сроки, остальные — административный арест на 15 суток. Оправдан был один человек — женщина, видевшая, кто бросил камень и разбил голову областного партийного работника. На основании этого свидетельства прокурор потребовал осудить свидетельницу, как присутствующую на месте массовых беспорядков, а именно это и вменялось большинству обвиняемых.
С постройкой в начале 1960-х годов нескольких крупных домостроительных комбинатов началась массовая застройка города домами-«хрущёвками». В 1965 году были открыты мастерские, давшие начало Криворожскому электрозаводу.
В 1975 году отмечалось 200-летие города — по такому случаю были заложены масштабные проекты: шахта «Юбилейная» и прилегающий жилой массив, здание городской администрации, Юбилейный парк.

В 1975 году общественность нашей страны отмечала двухсотлетие города Кривого Рога и столетие начала разработки железных руд Криворожского бассейна. За это время Кривой Рог превратился в один из крупных индустриальных и культурных центров нашей страны, а Криворожский бассейн стал всемирно известной кладовой высококачественных железных руд, неизменно дающих более 50 % товарного железа СССР.— «Минералогия Криворожского бассейна», 1977 год.

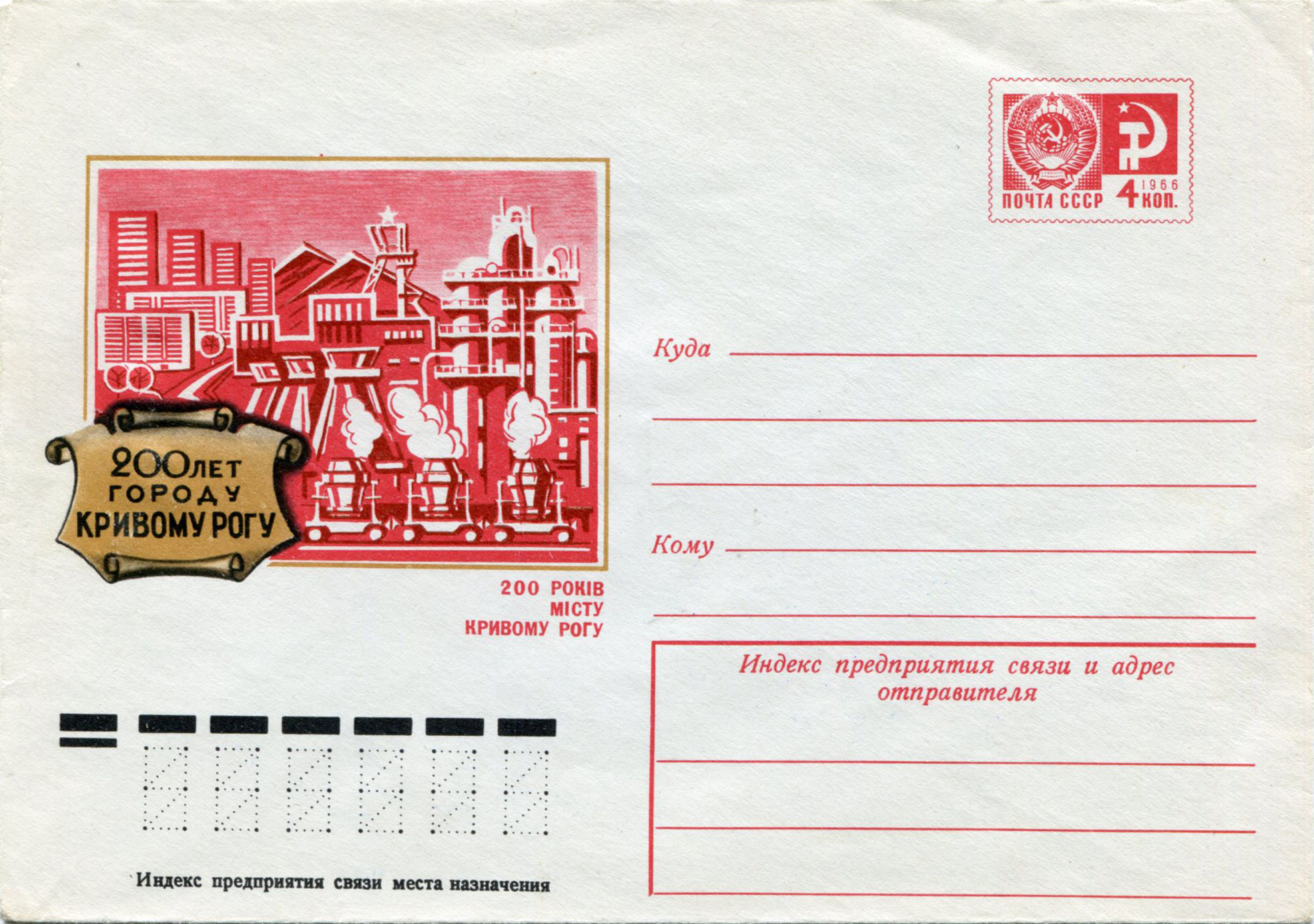
Конверт «200 лет городу Кривому Рогу»

В сентябре 1976 года сдана в эксплуатацию Криворожская шерстопрядильная фабрика.
В 1986 году была запущена первая линия скоростного трамвая, а криворожский аэропорт получил статус международного. К концу девяностых с постройкой микрорайонов «Всебратское» и «Солнечный» завершилось формирование городского ансамбля.
На рубеже 1980—1990-х годов Кривой Рог был известен столкновениями преступных группировок молодёжи в районах города, участников беспорядков называли «бегунами».

### Современность
4 марта 1992 года Криворожский городской совет народных депутатов выбрал главой Юрия Любоненко, а в 1994 году он же победил на выборах городского главы. Следующим мэром в 2010 году стал Юрий Вилкул.
В городе устанавливаются новые памятники, были утверждены официальные символы – герб, флаг и гимн. В 2010-х годах был проведен ряд реконструкций. Реконструируют больницы, скоростной трамвай и железнодорожную станцию Роковатая, театр, 44-й квартал и проспект Карла Маркса. В 2005 году комбинат «Криворожсталь» приватизировала металлургическая компания Mittal Steel, город стал одним из центров компаний «Евраз» и «Метинвест».
15 августа 2021 года мэр Кривого Рога Константин Павлов был найден мёртвым.

### Во время российского военного вторжения
ВС РФ многократно наносили удары по Кривому Рогу. Так, 14 сентября 2022 года они нанесли по городу 8 ракетных ударов, повредив дамбу на Карачуновском водохранилище и насосную станцию, после чего река Ингулец стремительно разлилась, подтопив близлежащие районы.
13 июня 2023 года ракетный удар по Кривому Рогу унёс жизни 11 жителей города и ранил несколько десятков. Ударом 4 апреля 2025 года были убиты 19 человек и ранены более 70.

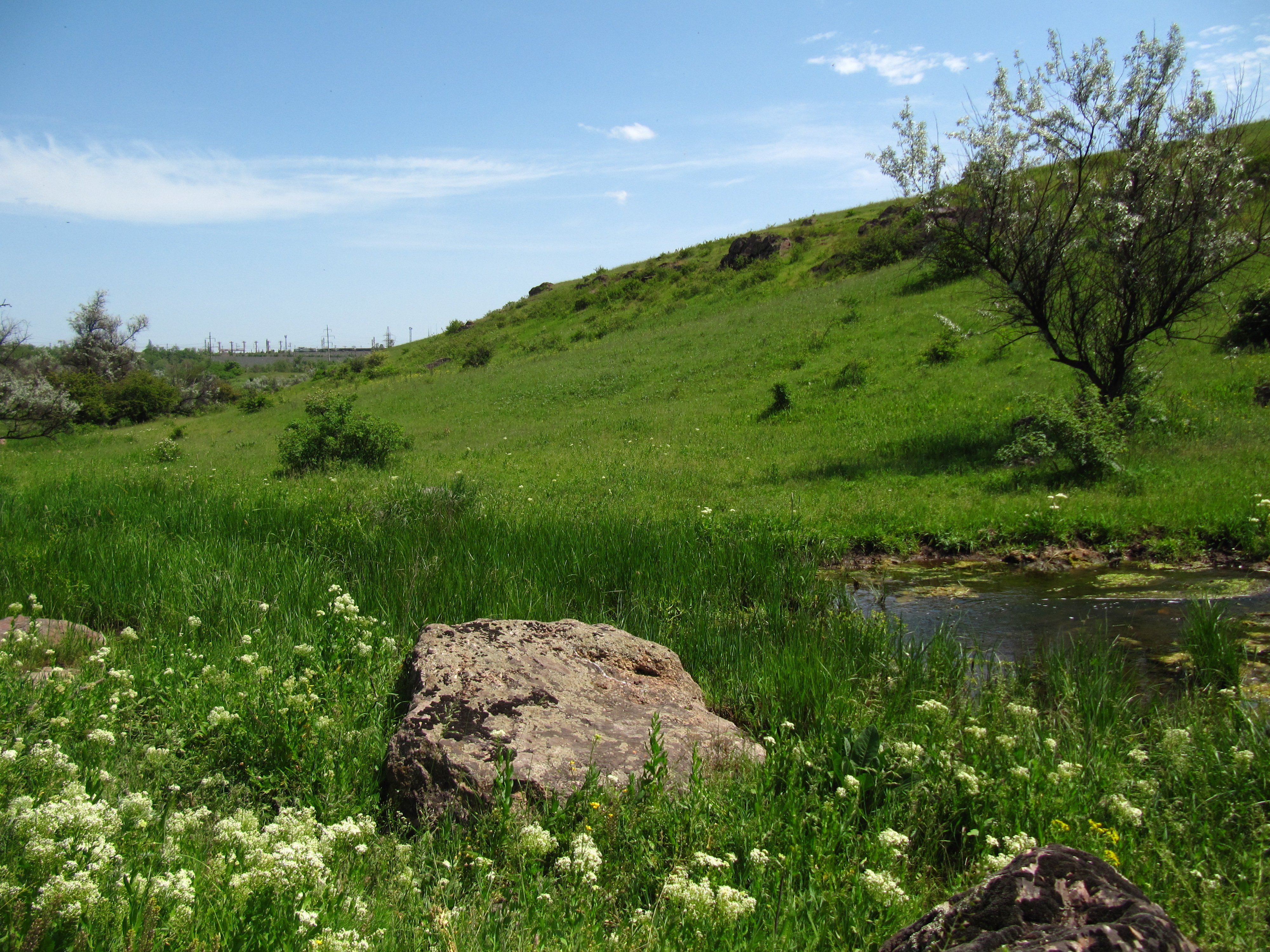
Балка Северная Червоная
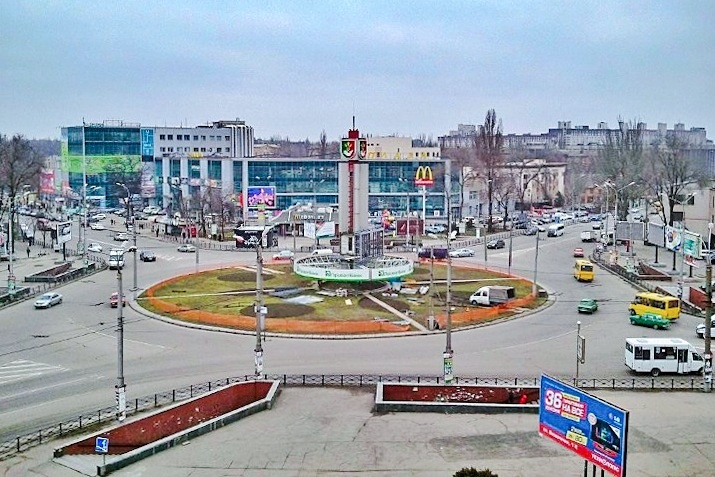
95-й квартал
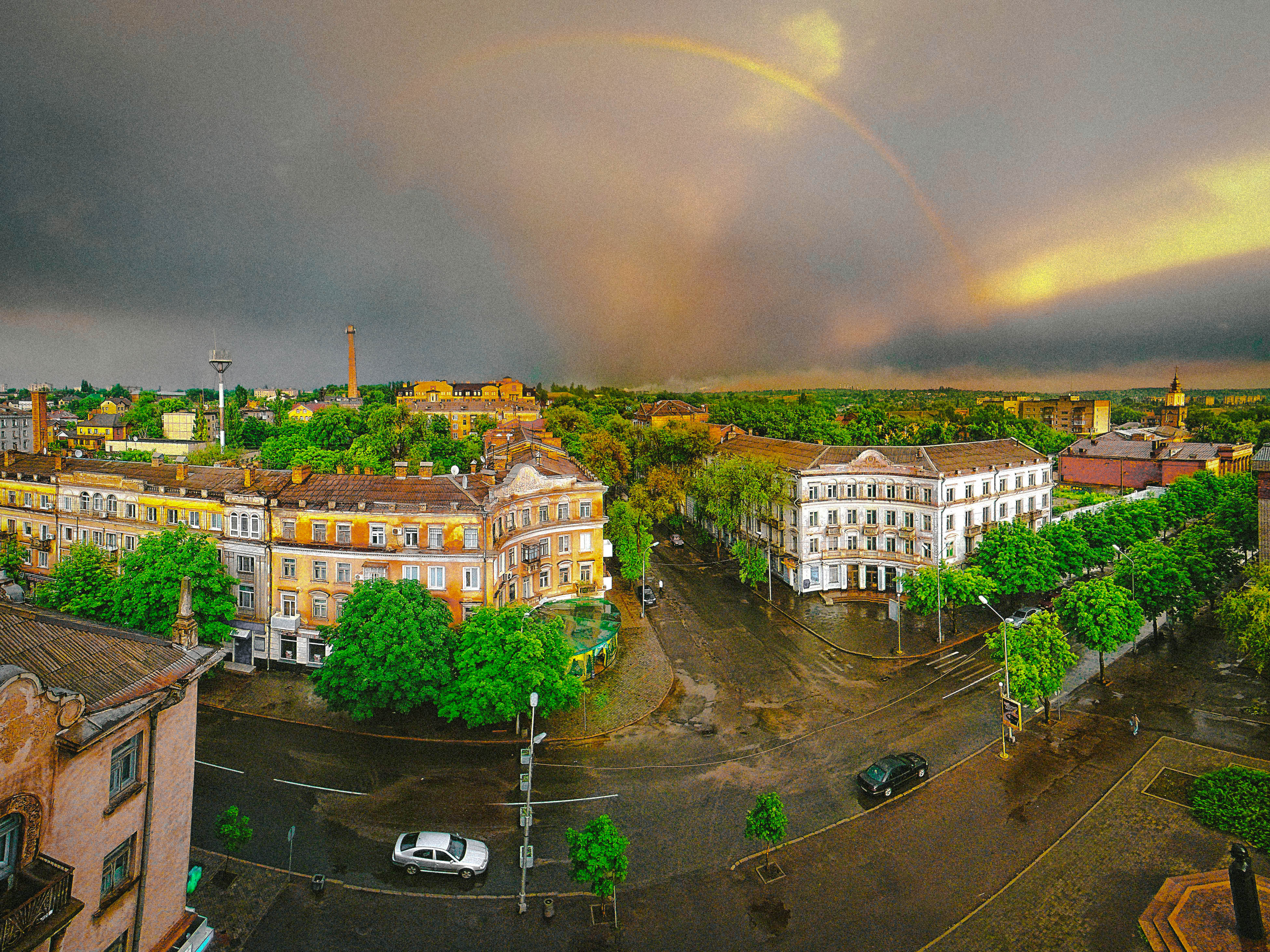
Панорама исторического центра города
Синагога Бейс Штерн Шульман
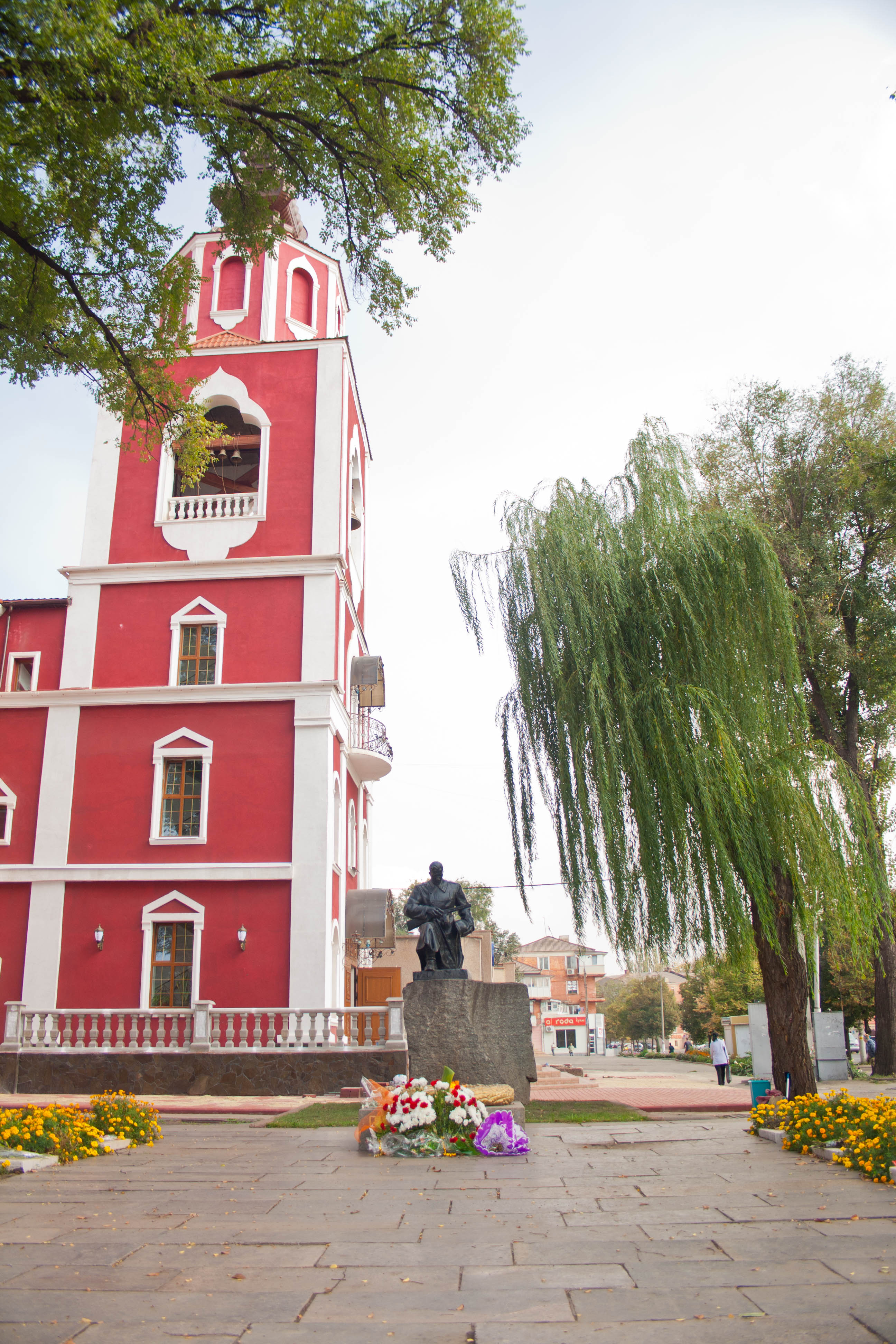
Храм и «Вечный огонь» на Свято-Николаевской улице
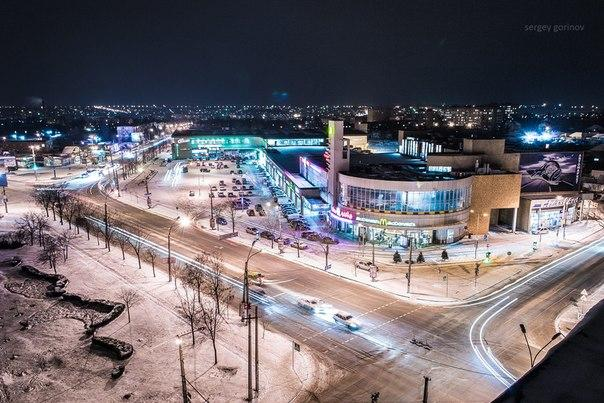
Центральный проспект
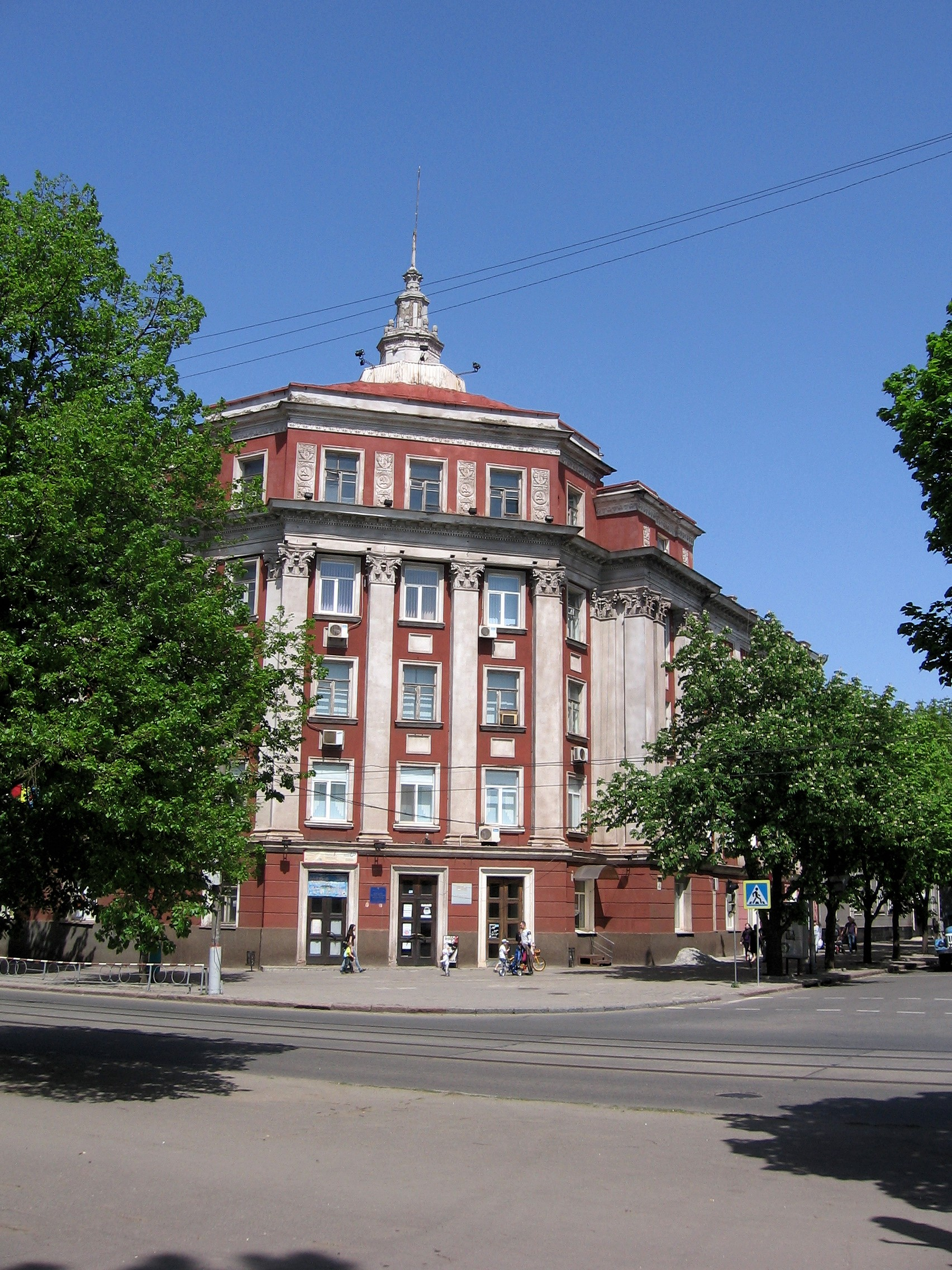
Админздание «Южруда»
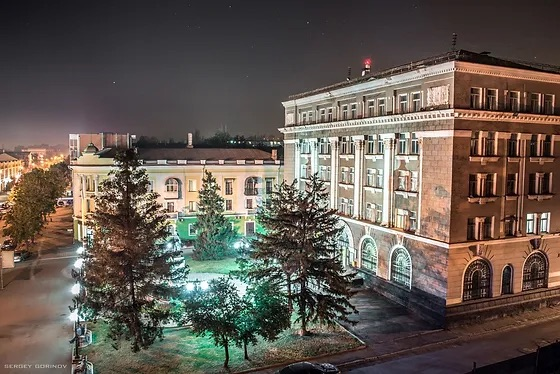
Криворожский почтамт
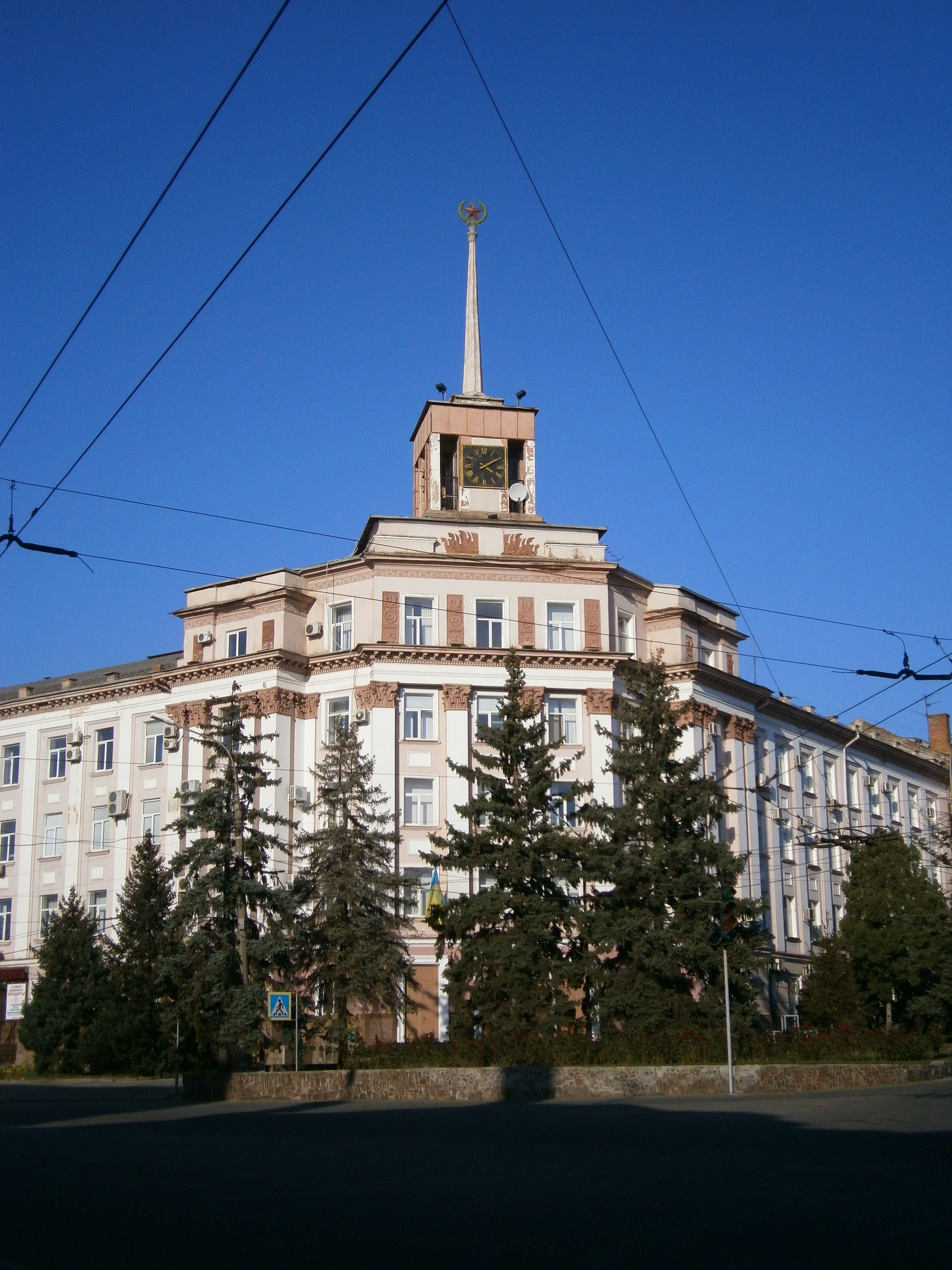
Админздание «Кривбассруда»

## Население
| 1781     | 1859     | 1886     | 1887     | 1896     | 1912     | 1916     | 1920     | 1923     | 1926     | 1926     | 1927     |
| -------- | -------- | -------- | -------- | -------- | -------- | -------- | -------- | -------- | -------- | -------- | -------- |
| 2184     | ↗3644    | ↗3745    | ↗8703    | ↗17 000  | ↗25 488  | ↗26 018  | ↘22 709  | ↘19 031  | ↗21 375  | ↗31 194  | ↗31 281  |
| 1929     | 1930     | 1933     | 1934     | 1936     | 1939     | 1941     | 1944     | 1951     | 1953     | 1956     | 1959     |
| ↗31 300  | ↗48 000  | ↗70 025  | ↘62 000  | ↗96 000  | ↗197 621 | ↗212 878 | ↘92 830  | ↗233 700 | ↗242 100 | ↗322 000 | ↗387 579 |
| 1960     | 1964     | 1964     | 1966     | 1967     | 1968     | 1969     | 1970     | 1971     | 1979     | 1980     | 1985     |
| ↗420 000 | ↗477 000 | ↗507 000 | ↘498 000 | ↗510 000 | ↗523 000 | ↗622 900 | ↘573 174 | ↗581 000 | ↗650 113 | ↗711 900 | ↘683 600 |
| 1986     | 1987     | 1988     | 1989     | 1989     | 1990     | 1990     | 1991     | 1992     | 1993     | 1994     | 1995     |
| ↗693 900 | ↗769 500 | ↘763 100 | ↘713 059 | ↗768 100 | ↘717 000 | ↗775 000 | ↗784 000 | ↗793 900 | ↘793 300 | ↘784 700 | ↘782 700 |
| 1996     | 1997     | 1999     | 2000     | 2001     | 2009     | 2013     | 2014     | 2015     | 2016     | 2017     | 2018     |
| ↘772 900 | ↘764 300 | ↘739 400 | ↘739 000 | ↘669 000 | ↘644 866 | ↗656 478 | ↘652 137 | ↘647 727 | ↘642 333 | ↘636 294 | ↘629 695 |
| 2019     | 2020     | 2021     | 2022     |          |          |          |          |          |          |          |          |
| ↘624 579 | ↘619 278 | ↘612 750 | ↘603 904 |          |          |          |          |          |          |          |          |

Население в 1979 году составляло 650 000 человек. По переписи населения 1989 года составляло 723 000 человек, по переписи 2001 года составило 669 000 человек.
По состоянию на 1 декабря 2015 года в городе проживало 641 274 постоянных жителей и 642 788 человек наличного населения. Население на 1 декабря 2016 года — 638 395 постоянных жителей и 639 876 человек наличного населения. Население на 1 ноября 2017 года — 631 647 постоянных жителей и 633 128 человек наличного населения. По состоянию на май 2024 года в Кривом Роге насчитывалось 568 172 жителей.
По данным переписи 1926 года, украинцы составляли 69,2 % населения города, евреи — 18,3 %, русские — 10,0 %.
По данным переписи 2001 года, украинцы составляли 79,09 % населения Кривого Рога, русские — 17,71 %. В городе существуют чеченская, армянская, молдавская, польская, еврейская, ромская, грузинская, азербайджанская, корейская и ассирийская официальные национальные общины.

### Языковой состав
По данным переписи 1926 года, украинский язык родным назвали 61,9 % населения Кривого Рога, еврейский — 10,5 %, русский — 26,0 %.
Родной язык населения по данным переписи 2001 года:
| Язык       | Численность, чел. | Доля     |
| ---------- | ----------------- | -------- |
| Украинский | 472 436           | 70,85 %  |
| Русский    | 184 126           | 27,61 %  |
| Другое     | 10 250            | 1,54 %   |
| Итого      | 666 812           | 100,00 % |

Украинский язык является единственным официальным языком Кривого Рога.
Вторжение России на Украину спровоцировало новую волну украинизации в городе, всё больше людей предпочитают говорить на украинском языке.
По данным Государственной службы статистики Украины в 2024/25 учебном году все 304 080 учащихся в учреждениях общего среднего образования в Днепропетровской области обучались в украиноязычных классах.

## Административно-территориальное устройство

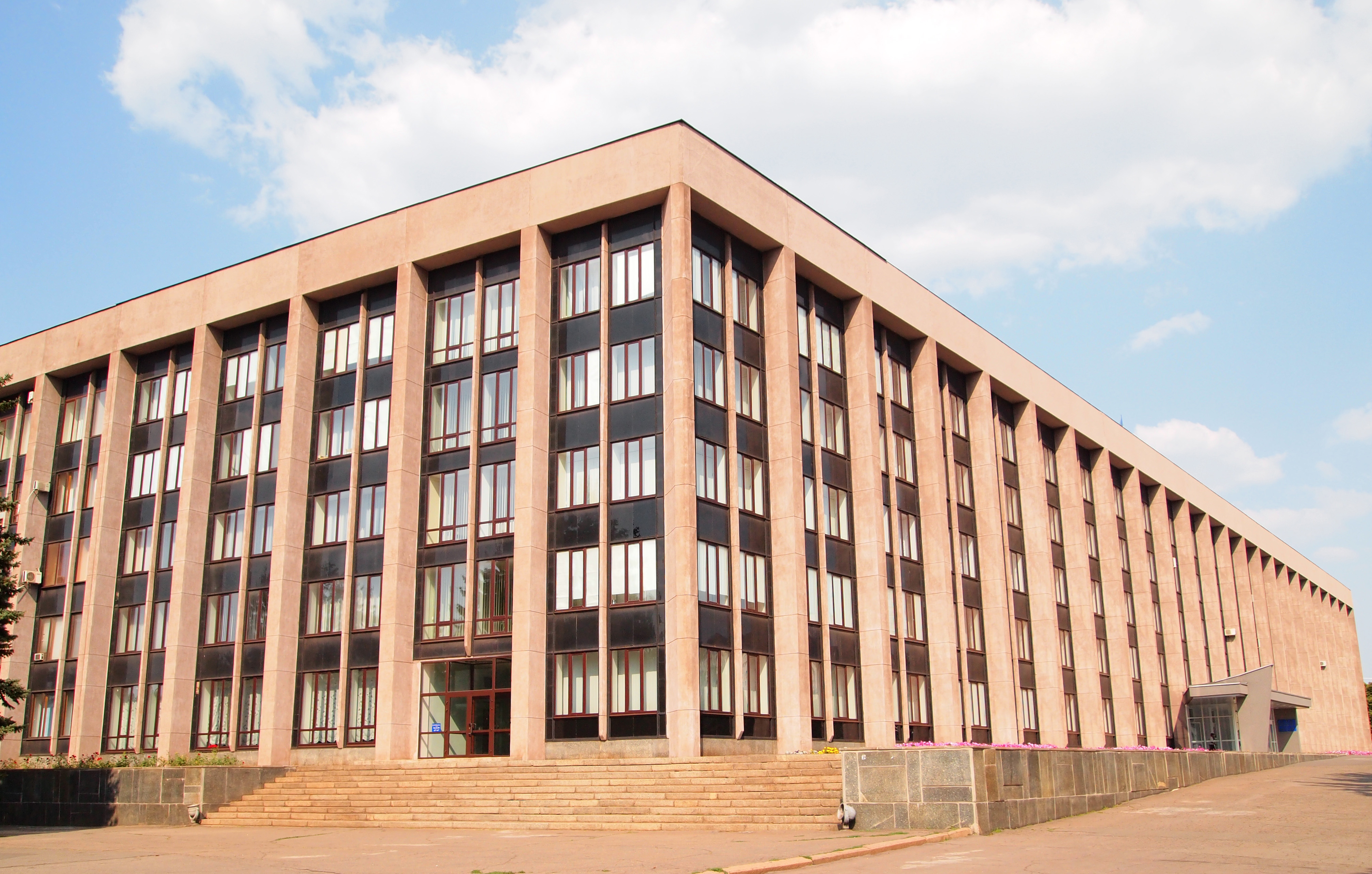
Здание исполкома Криворожского городского совета

Город является административным центром Криворожского городского совета, в который, кроме того, входят посёлки Авангард, Горняцкое, Коломийцево, сёла Новоивановка, Терноватый Кут. В состав города вошли ранее самостоятельные населённые пункты — город Ингулец, пгт Калинино, Зелёное, Мировское, Рахмановка, Зализничное, посёлки Рудничное и Степное.
В состав Криворожского городского совета входят 90 депутатов, избираемых посредством выборов сроком на 5 лет.
Исполнительную власть возглавляет городской глава и исполнительный комитет, состоящий из 12 членов. Ему подчинены 33 департамента и управления, каждое из которых отвечает за определённую сферу городской жизни: градостроительство, экономическую или финансовую политику, жилищное хозяйство и инфраструктуру. В каждом административном районе органом исполнительной власти является исполнительный комитет районного совета.
Единого общегородского органа судебной власти нет — существует 7 районных судов, юрисдикции которых распространяются на соответствующие административные районы города. В городе функционируют 10 отделений полиции, которые подчиняются Криворожскому городскому отделу полиции ГУНП Украины в Днепропетровской области. В Кривом Роге действуют учреждение исполнения наказаний № 3 и исправительная колония № 80.
Районы города
- Долгинцевский
- Ингулецкий
- Металлургический
- Покровский
- Саксаганский
- Терновский
- Центрально-Городской

## Физико-географическая характеристика

### Географическое положение
Кривой Рог расположен в центральной части Украины и юго-западной части Днепропетровской области, в степной зоне на месте слияния рек Ингульца и Саксагани.
| С-З | Киев ~ 428 км                    | Шостка ~ 586 км      | Воронеж ~ 731 км Харьков ~ 382 км | С-В |
| З   | Львов ~ 832 км                   | Роза ветров          | Днепр ~ 148 км Донецк ~ 406 км    | В   |
| Ю-З | Кишинёв ~ 450 км Одесса ~ 322 км | Севастополь ~ 467 км | Мариуполь ~ 517 км                | Ю-В |

### Гидрография

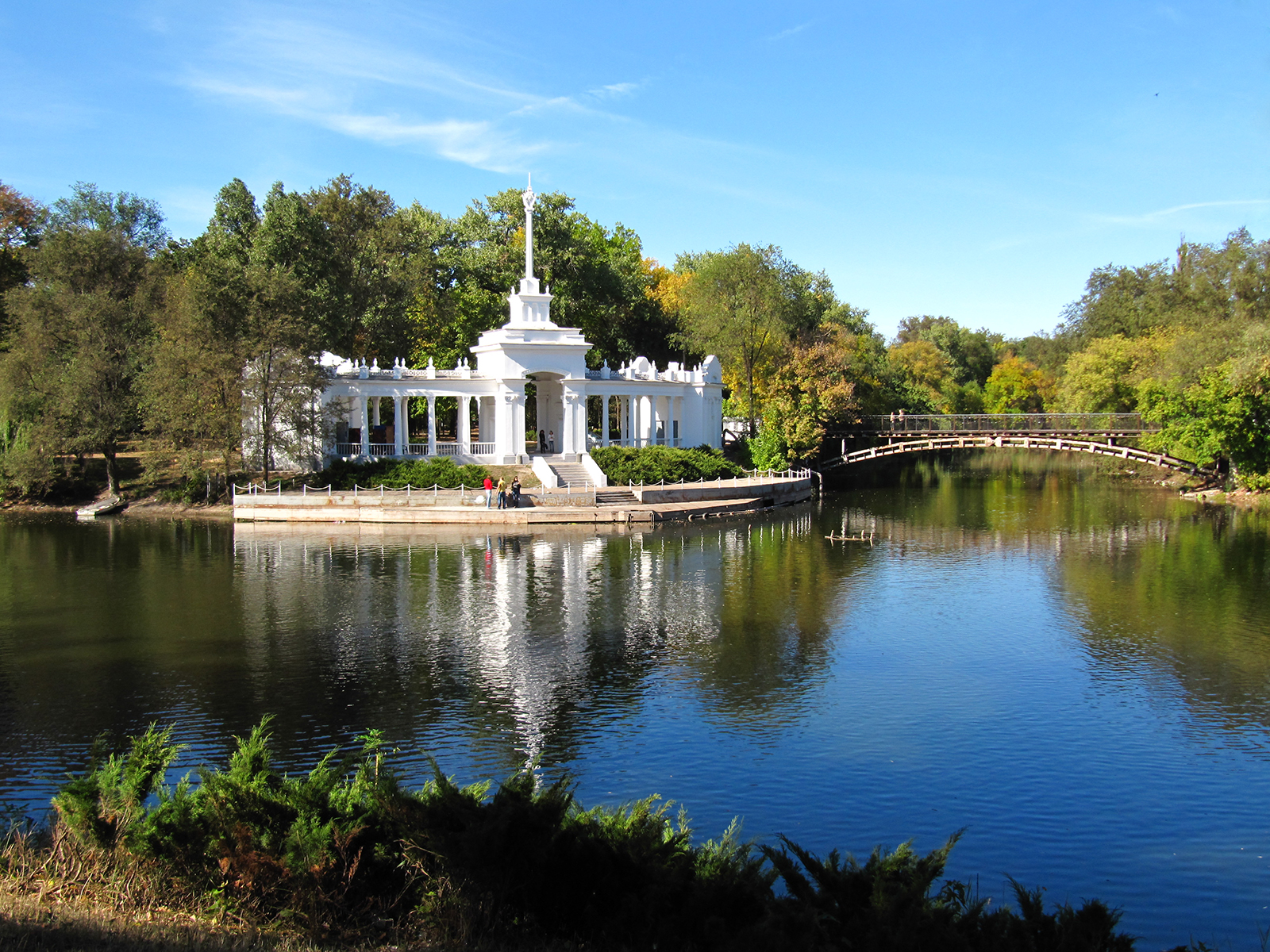
Лодочная станция на слиянии Ингульца и Саксагани

Долина Ингульца в пределах города преимущественно V-образная, склоны долин высотой 25—35 метров крутые, местами пологие, рассечены балками и оврагами. Пойма реки шириной 60—120 м. Русло извилистое, шириной 40—60 м, глубиной на перекатах 0,2—0,6 м, на плёсах до 5 м. Скорость течения реки на плёсах незначительная, на перекатах 0,2—0,5 м/с.
Долина Саксагани в пределах города преимущественно трапецеидальная, пойма открытая, луговая, сухая. Преобладающая ширина поймы — 100—200 м. В период весеннего половодья пойма затапливается на глубину 1—1,5 метра. Русло реки не разветвлённое, подавляющая ширина его (за исключением участков водохранилищ) 20—40 м. Скорость течения незначительная. Естественный режим реки сильно изменён регулирующим влиянием плотин, сбросом шахтных и промышленных вод, а также забором воды для технических нужд. Наибольшие расходы воды достигают 240 м³/с. На участке «шахта „Саксагань“ — Черногорка» река переведена в подземный коллектор. В город подведены каналы Днепр — Ингулец и Днепр — Кривой Рог.
Территория окраин рассечена многочисленными балками (Приворотная, Зелёная, Крутая, Березнеговатая, Червоная, Макортова, Галахова, Лозоватка, Грушеватая, Петрикова, Красная, Роковатая, Сухая, Глееватая, Дубовая, Волчья, Суслова, Ковальская, Калетина, Крутой Яр и другими). В местах выхода коренных пород склоны речных долин крутые. В период таяния снега и после дождей по балкам протекают временные водостоки. Сток Ингульца зарегулирован Карачуновским водохранилищем, сток Саксагани — Крэсовским, Саксаганским и Макортовским водохранилищами.
Абсолютные отметки поверхности водохранилищ колеблются от 30 до 160 метров. Преобладающие абсолютные отметки поверхности составляют 50—100 м, минимальные — характерны для пойменных участков речных долин и составляют 30—45 метров.
Южное водохранилище обеспечивает город водой, поступающей из Днепра.

### Геология

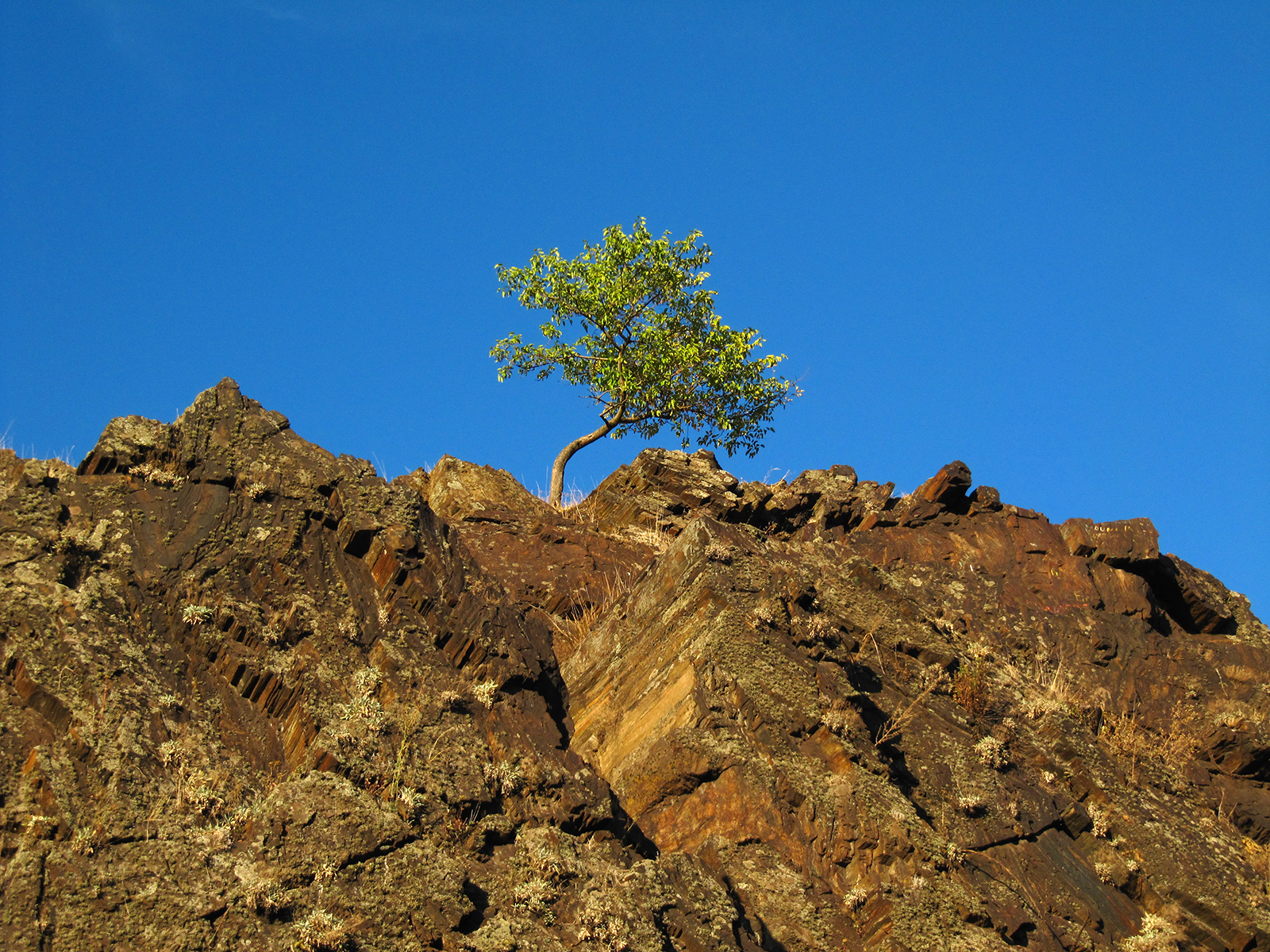
Скалы МОПРа

Город Кривой Рог расположен в центральной части Украинского кристаллического щита. В геологическом строении города и его окрестностей участвуют четвертичные суглинки, толщиной 3—25 м подстилаемые неогеновыми глинами, песками или известняками, толщиной 5—11 м. Под неогеновыми отложениями залегают докембрийские кристаллические породы (граниты), выходящие на поверхность в долинах рек. В пределах района выделяются два водоносных горизонта.
Чернозёмы обыкновенные — главная генетическая группа почв в пригородной зоне. Они обеспечены питательными веществами, содержат 4,5—4,9 % гумуса и распространены на водоразделах. Лугово-чернозёмные почвы характеризуются высокими показателями содержания гумуса (5,9 %) и распространены на пойменных террасах рек. Щёлочно-солончаковые почвы распространены в поймах рек. Количество солей в них 0,3—0,5 %, глубина залегания — 10—60 см. Агрономическая ценность луговых солончаковых почв очень низкая. Почвы пригородной зоны при условии искусственного полива пригодны для выращивания всех видов зелёных насаждений, характерных для степной зоны.

### Климат
Климат степной, умеренно-континентальный с жарким летом, характеризуется жарким засушливым летом и умеренно мягкой с частыми оттепелями зимой. Средняя продолжительность безморозного периода составляет 182 дня, максимальная — 224 дня. Большая часть осадков выпадает во время тёплой половины года (апрель—октябрь) — 268 мм. Суточный максимум осадков (90 мм) наблюдался в июне 1913 года. Количество дней со снежным покровом — 69. Устойчивого снежного покрова почти не бывает. Средняя высота снега, из наибольших за зиму, составляет 10 см, максимальная — 30 см. Преимущественные направления ветра: в тёплый период года — северный (18,4 % дней), в холодный период — восточный (17,6 % дней). Максимальная скорость ветра — 24 м/с ежегодно, 28—29 м/с один раз в 5—10 лет, 30—31 м/с один раз в 15—20 лет.
| Показатель | Янв.  | Фев.  | Март | Апр. | Май  | Июнь | Июль | Авг. | Сен. | Окт. | Нояб. | Дек.  | Год   |
| --- | ----- | ----- | ---- | ---- | ---- | ---- | ---- | ---- | ---- | ---- | ----- | ----- | ----- |
| Абсолютный максимум, °C                                                                                              | 13,0  | 18,9  | 23,5 | 28,9 | 35,8 | 36,4 | 40,3 | 39,6 | 32,2 | 31,7 | 21,7  | 15,3  | 40,3  |
| Средний суточный максимум, °C                                                                                        | −0,9  | 0,1   | 6,1  | 15,0 | 21,8 | 25,2 | 27,8 | 27,5 | 21,4 | 14,0 | 5,5   | 0,4   | 13,7  |
| Средняя температура, °C                                                                                              | −3,5  | −3,1  | 1,9  | 9,6  | 15,9 | 19,5 | 21,8 | 21,2 | 15,6 | 9,1  | 2,3   | −2,1  | 9,0   |
| Средний суточный минимум, °C                                                                                         | −6,3  | −6,2  | −1,8 | 4,4  | 9,8  | 13,7 | 15,7 | 15,0 | 10,1 | 4,7  | −0,6  | −4,7  | 4,5   |
| Абсолютный минимум, °C                                                                                               | −27,2 | −27,2 | −21  | −8,9 | −1,6 | 2,8  | 7,3  | 5,0  | −3,7 | −10  | −18,6 | −24,5 | −27,2 |
| Норма осадков, мм | 30    | 29    | 24   | 28   | 45   | 62   | 58   | 32   | 38   | 37   | 31    | 28    | 442   |
| Источник: СНиП 22-13. Строительная климатология. Таблица 1. Климатические параметры холодного времени года. Украина. |       |       |      |      |      |      |      |      |      |      |       |       |       |

## Природа
Природно-заповедный фонд Кривого Рога насчитывает 14 объектов, общей площадью 375,445 га, из них три, площадью 142,4 га, — объекты общегосударственного значения: Криворожский ботанический сад, ландшафтный заказник «Балка Северная Червоная» и геологический памятник природы «Скалы МОПРа».

## Символика
В городе утверждены официальные символы — герб, флаг, гимн и печать.

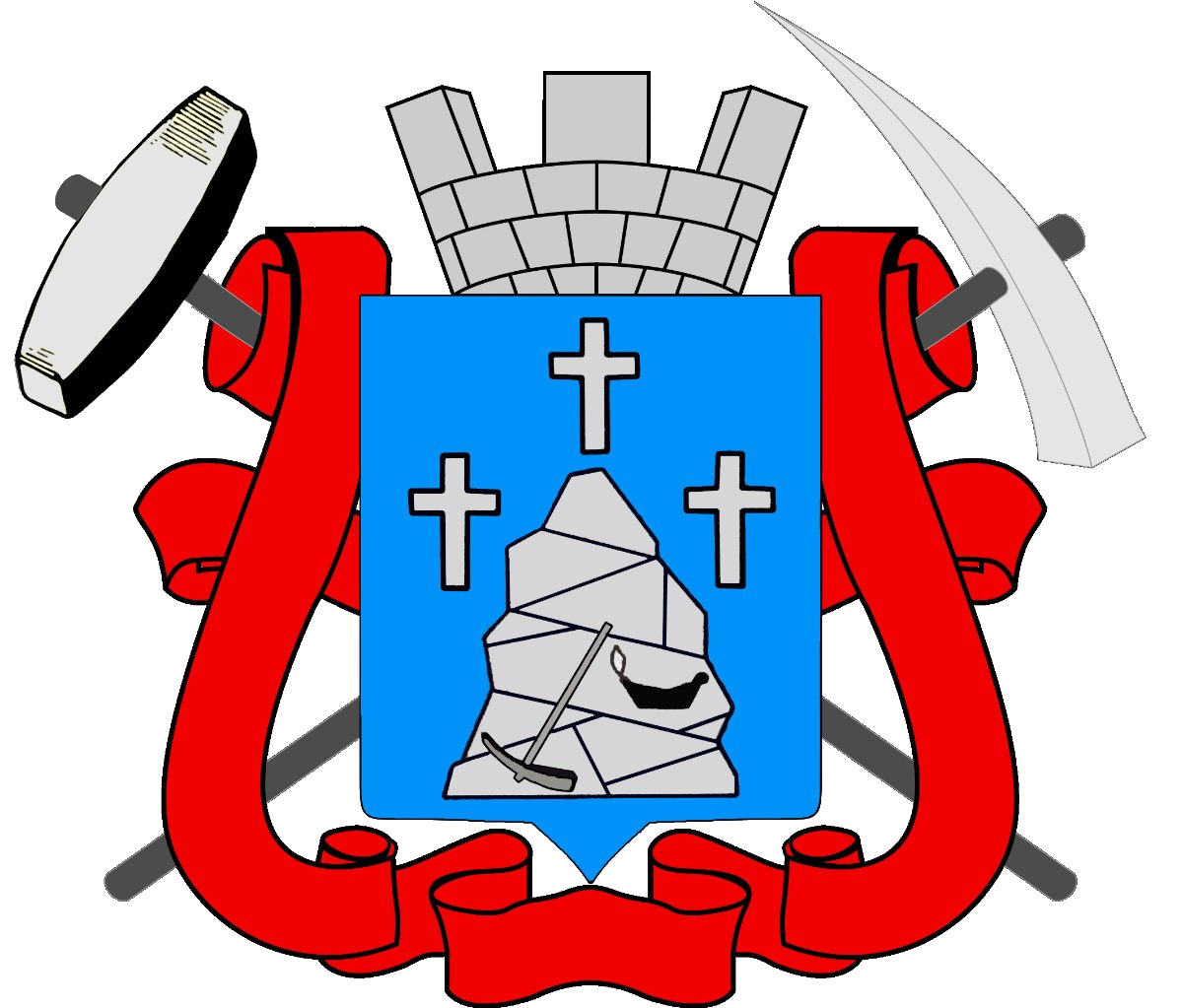
Проект городского герба 1912 года
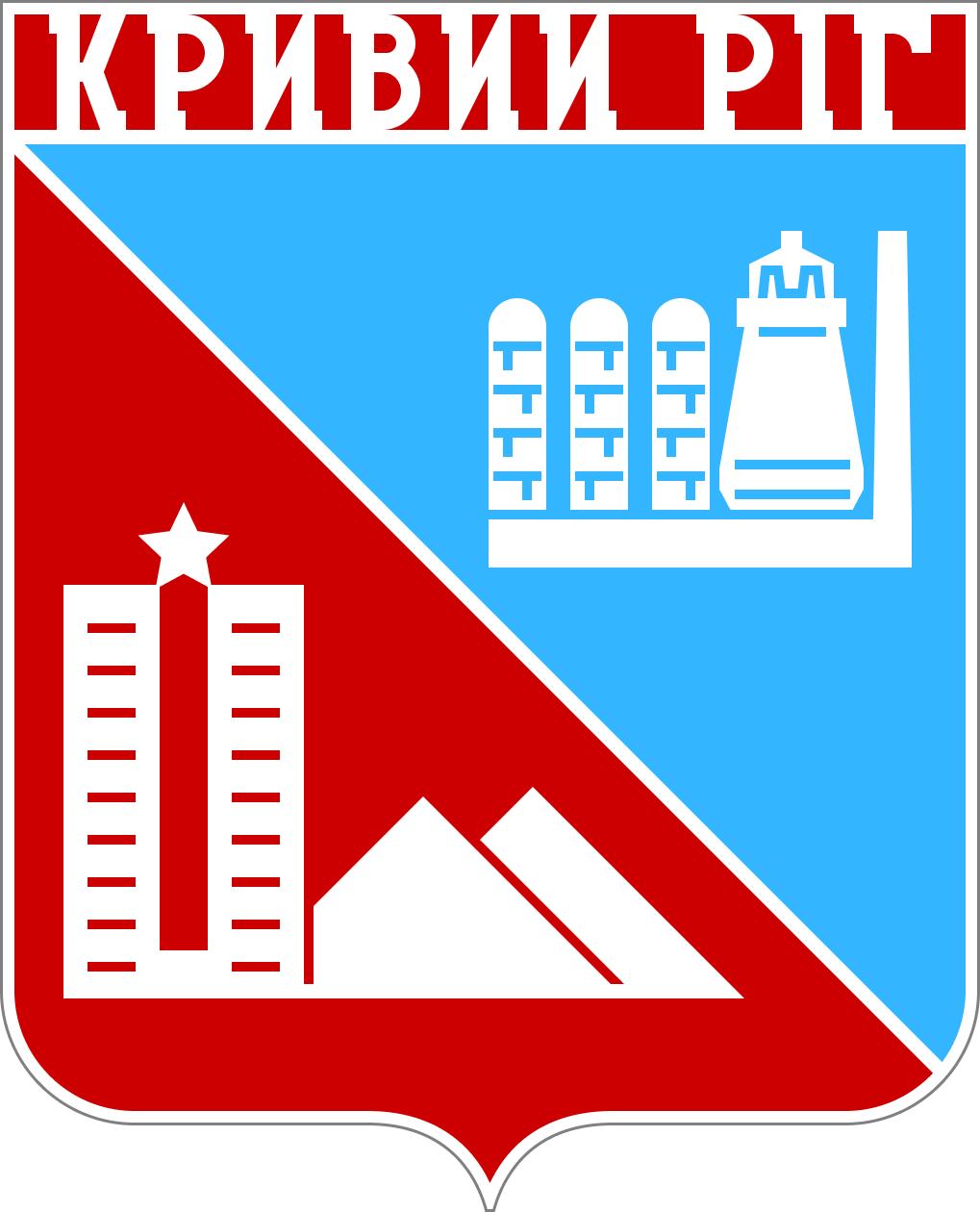
Герб города в советский период
Современный герб города
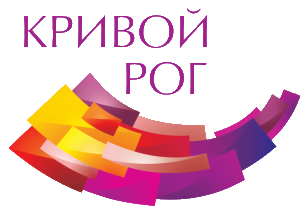
Туристический логотип города
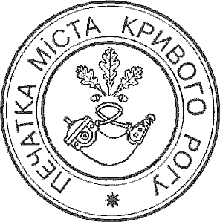
Городская печать

## Экономика

### Промышленность
Кривой Рог является крупным промышленным центром, центром разработки Криворожского железорудного бассейна (Кривбасс).
Отрасли:
Горно-обогатительная промышленность представлена горно-обогатительными комбинатами ИнГОК, НКГОК, СевГОК, ЦГОК, ЮГОК, рудниками «Сухая Балка», шахтами имени Артёма (бывшая Артём-1), «Родина», «Большевик», «Октябрьская», «Гвардейская», «Терновская» (бывшая имени Ленина), «Юбилейная», имени Орджоникидзе, имени Фрунзе, «Гигант» (работает в режиме гидрозащиты). Чёрная металлургия представлена комбинатом АрселорМиттал Кривой Рог в состав которого входит Криворожский коксохимический завод, НКГОК и шахтоуправление по подземной добыче руды (бывшая шахта Артём-1). В машиностроении представлен Криворожский завод горного оборудования, до 2013 года работал Криворожский завод горного машиностроения. В деревообрабатывающей промышленности — Криворожский шпалопропиточный завод. В городе развита химическая и пищевая промышленность, молочная промышленность представлена Криворожским молокозаводом № 1. С 1969 года действует предприятие по ведению взрывных работ «Кривбассвзрывпром». В 1976 году на базе Криворожского завода газовой аппаратуры основан Криворожский турбинный завод.
В 2010 году предприятиями города выработано промышленной продукции на сумму 61 млрд гривен.

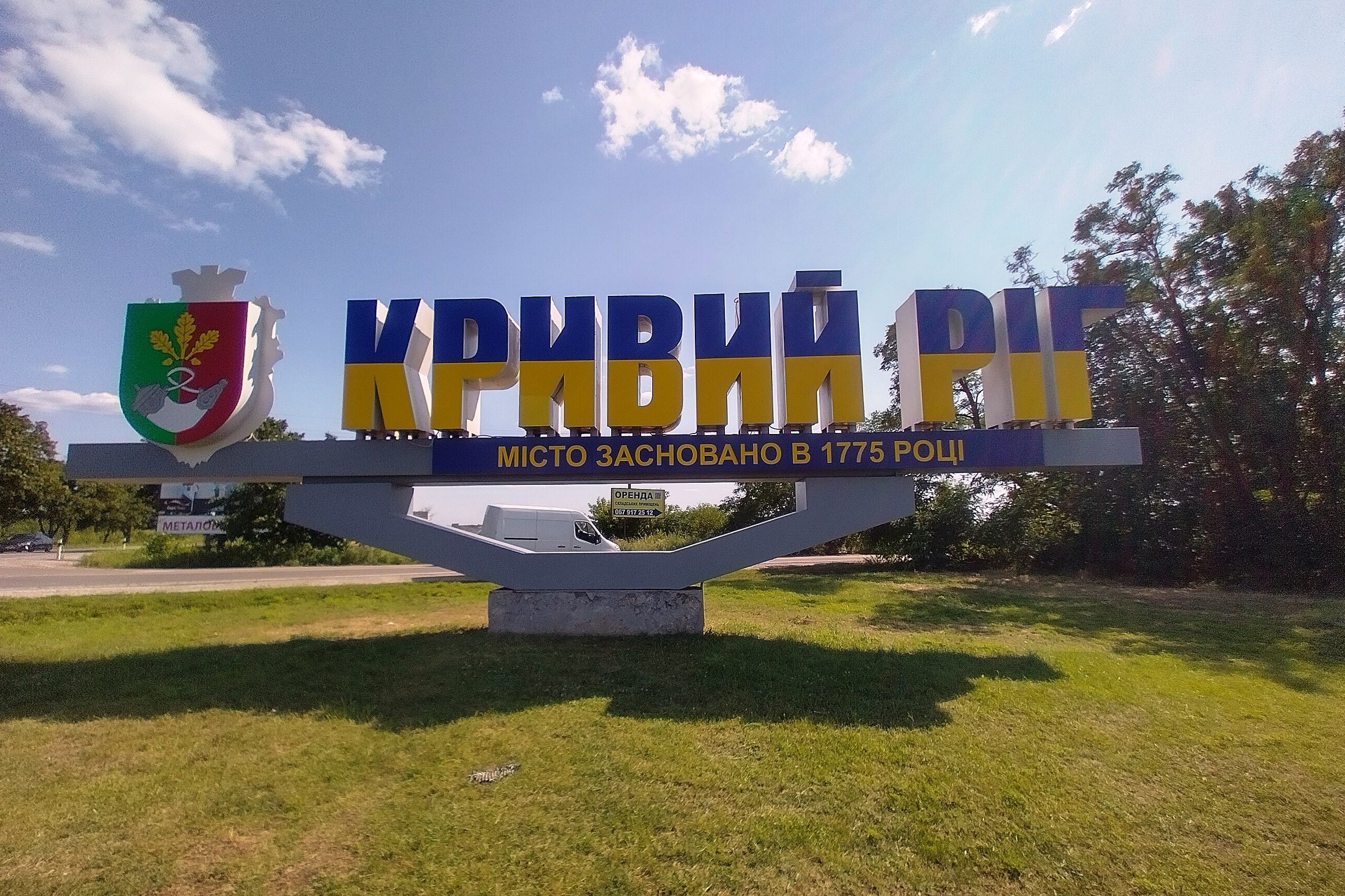
Стела при въезде в город на Кировоградском шоссе

### Транспорт
Кривой Рог — большой транспортный узел Украины. Через город проходят автомобильные дороги Н-11, Н-23, Т-0418, Т-0434 и несколько железнодорожных линий.

На западе от Донецкого кряжа, за Днепром, лежит Кривой Рог, месторождение железных руд, по качеству и количеству их — южная гора Благодать. Местечко Кривой Рог для пользы горного дела на юге России должно быть соединено с Донецким кряжем дорогой и прямой и удобной. По этой дороге повезут руду в Донецкий край, по ней поедет уголь за Днепр в Киевскую губернию.— П. Н. Горлов, Обзорный доклад на I съезде горнопромышленников юга России, 1874 год.
Кривой Рог является крупным железнодорожным узлом со станциями Кривой Рог-Главный, Терны, Роковатая, Вечерний Кут, Шмаково, Кривой Рог, Кривой Рог-Западный, Новоблочная, Мудрёная, Батуринская, Кривой Рог-Сортировочный. Железнодорожный вокзал Кривой Рог-Главный является центральной станцией Криворожской дирекции железнодорожных перевозок, через которую проходят четыре железнодорожные линии Приднепровской железной дороги. Курсирует фирменный поезд «Криворожье» и «Интерсити».
С 1935 года в городе активно развивается трамвайная сеть, с 1957 года — троллейбусная. С 1986 года действует преметро — по сути, метрополитен облегчённого типа. Протяжённость 18 километров, в том числе подземные участки — 7 километров. Имеется 11 действующих станций и одна бездействующая, в том числе 4 подземных на двух линиях. Он является продолжением объединённой трамвайной сети города. В городе имеется развитая сеть маршрутных такси.
Ранее в черте города располагался городской аэропорт «Кривой Рог» («Смычка»), перенесённый на новое место в январе 1979 года. В 1959 году наиболее значительные перевозки пассажиров на дальние расстояния осуществлялись гражданской авиацией на направлениях Кривой Рог — Киев, Кривой Рог — Днепропетровск, Кривой Рог — Запорожье и Кривой Рог — Черкассы. С 1986 года городской аэропорт имеет статус международного.

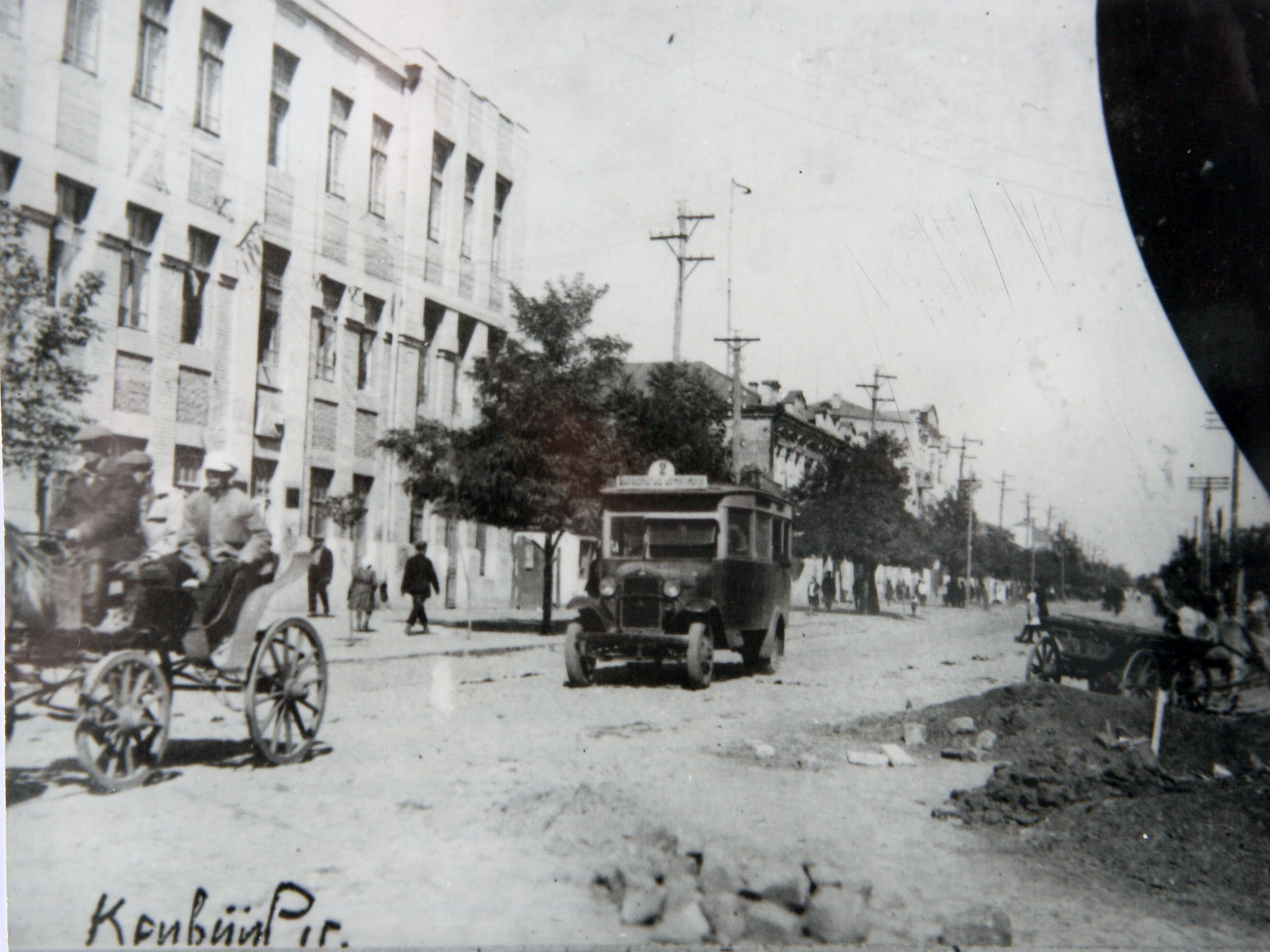
Транспорт в 1930-е годы (ГАЗ-03-30 (автобус) на маршруте № 2 и «пролётка»)
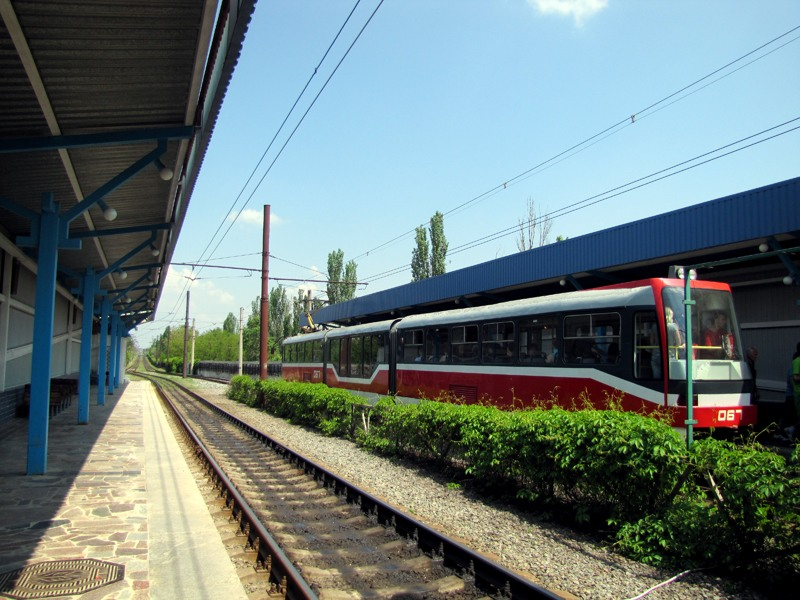
Криворожский скоростной трамвай
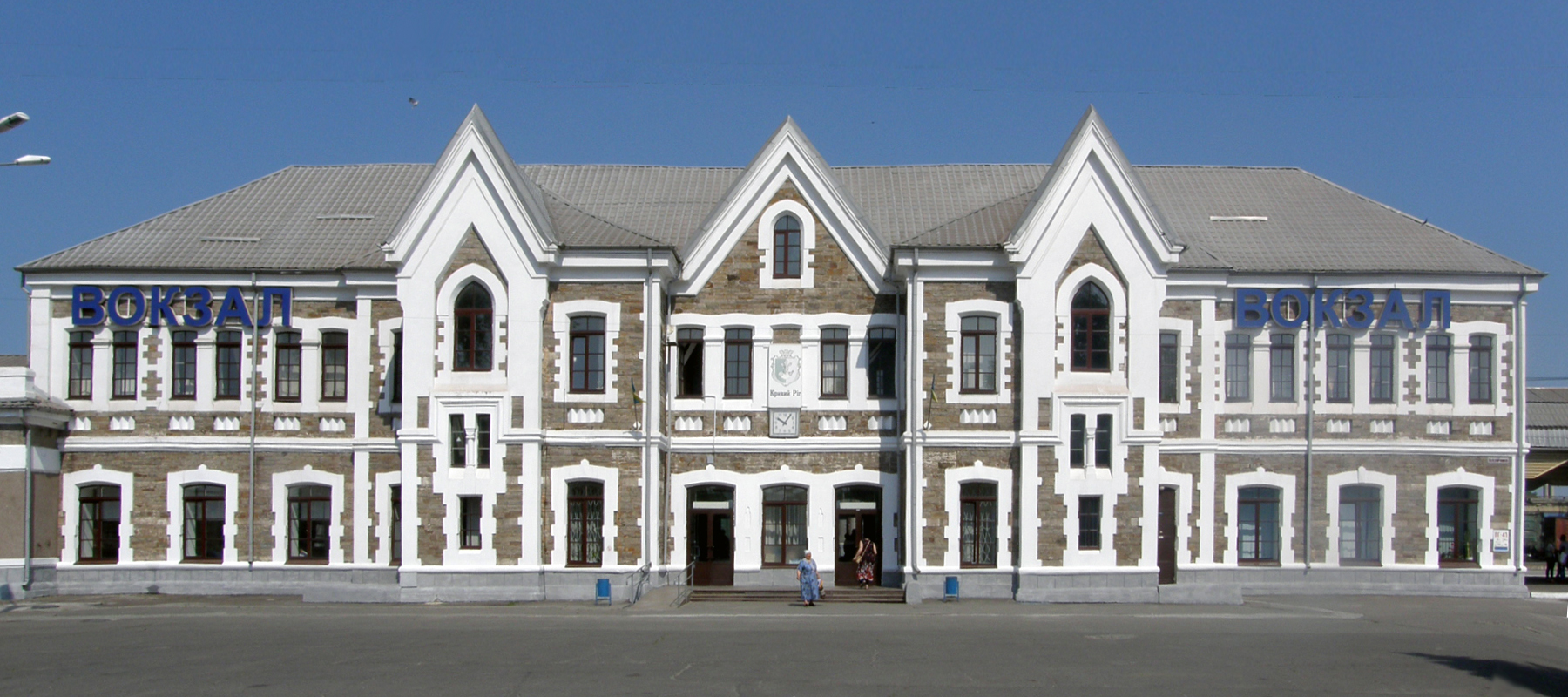
Вокзал станции Кривой Рог-Главный
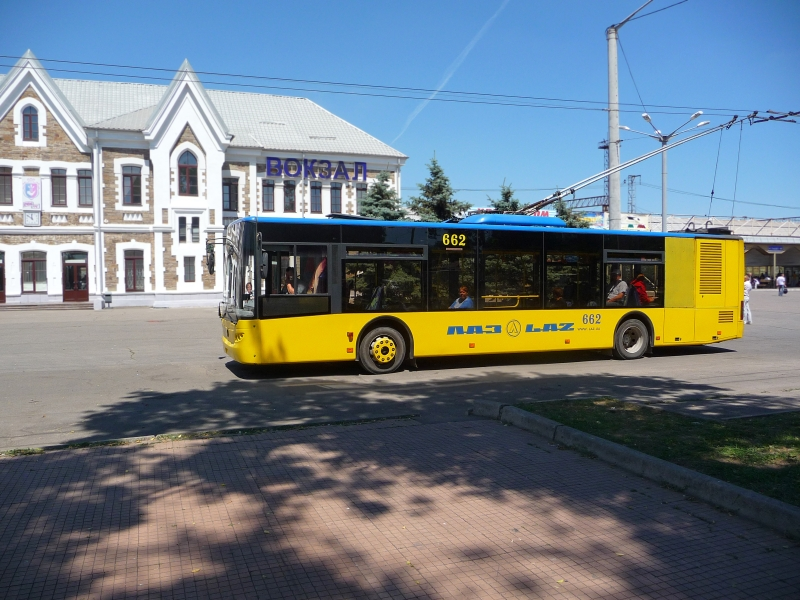
Криворожский троллейбус

## Наука и образование
Город является значимым научным и образовательным центром Украины. Более 70% учителей Днепропетровской области являются выпускниками городского педуниверситета, Медицинский колледж Кривого Рога — самый популярный среди техникумов той же области, а Криворожский национальный университет является одним из крупнейших университетов страны, насчитывая более 20 тысяч студентов. В Кривом Роге имеется три самостоятельных университета, множество институтов и филиалов, колледжей и техникумов.
В 1908 году было открыто Криворожское коммерческое училище — первое среднее учебное заведение в городе.
В 1944 году открыт Криворожский вечерний университет марксизма-ленинизма.
В феврале 1991 года образована Академия горных наук Украины.

### Высшие учебные заведения

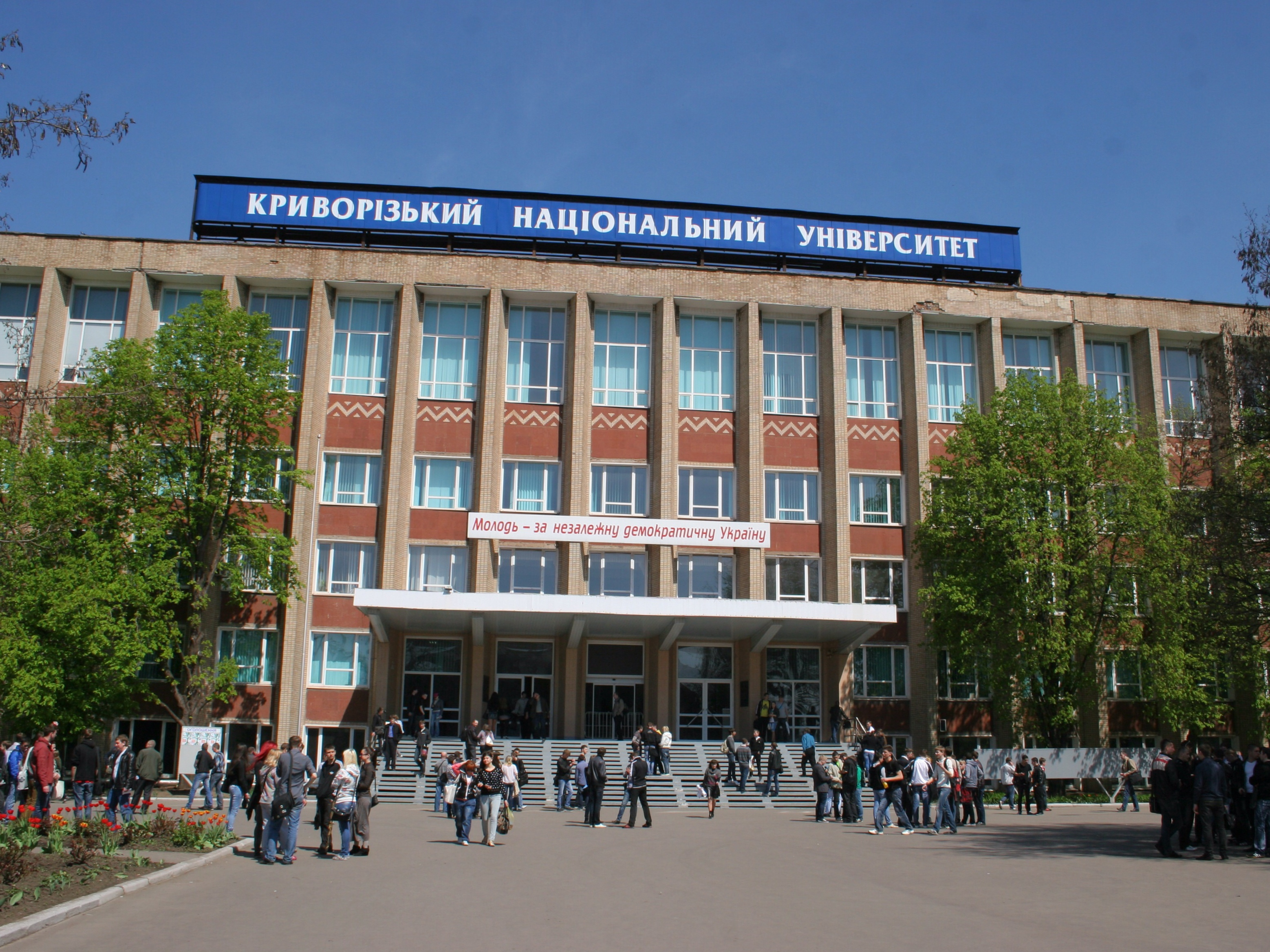
Криворожский национальный университет

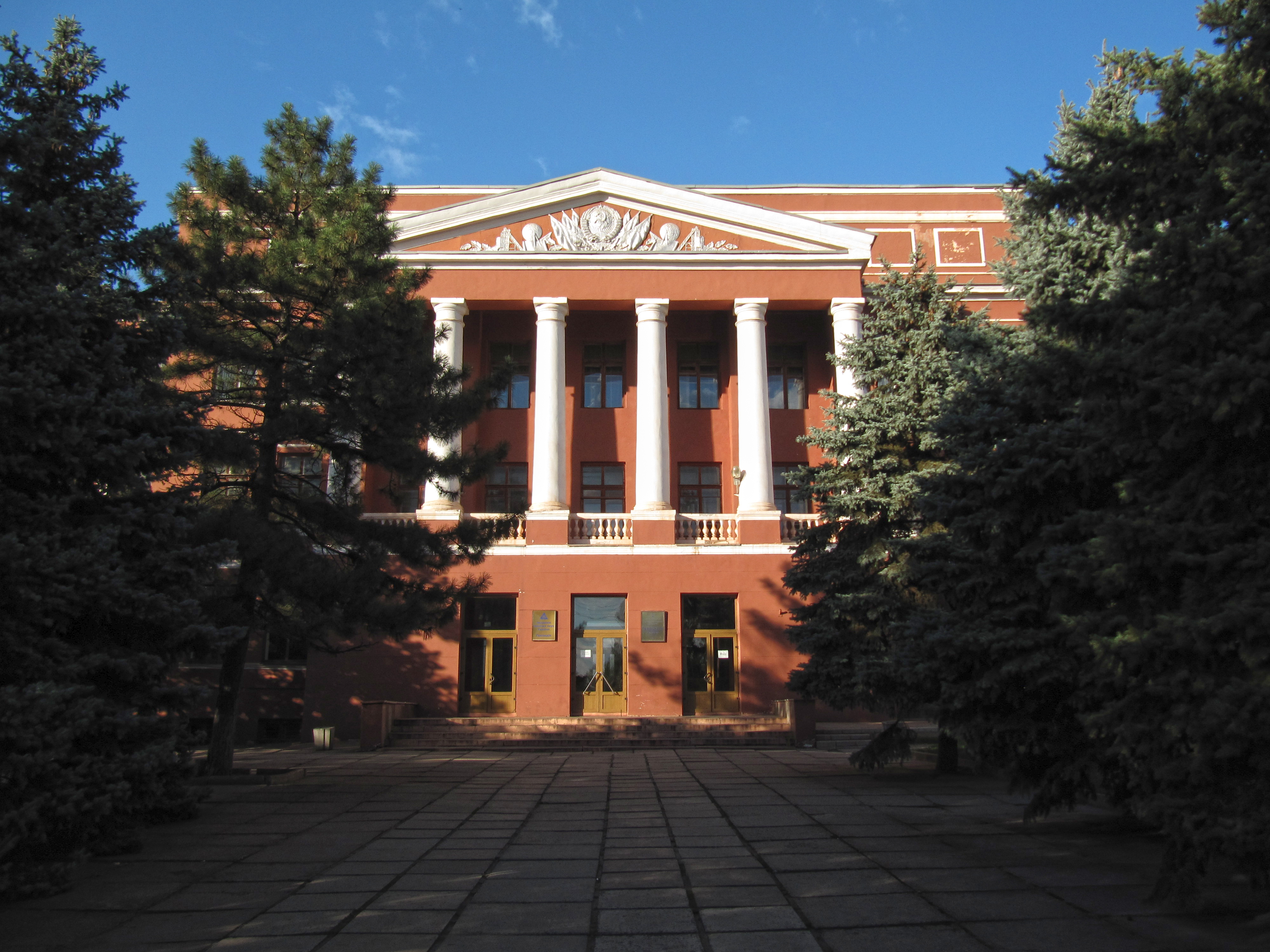
Корпус Горного факультета КНУ

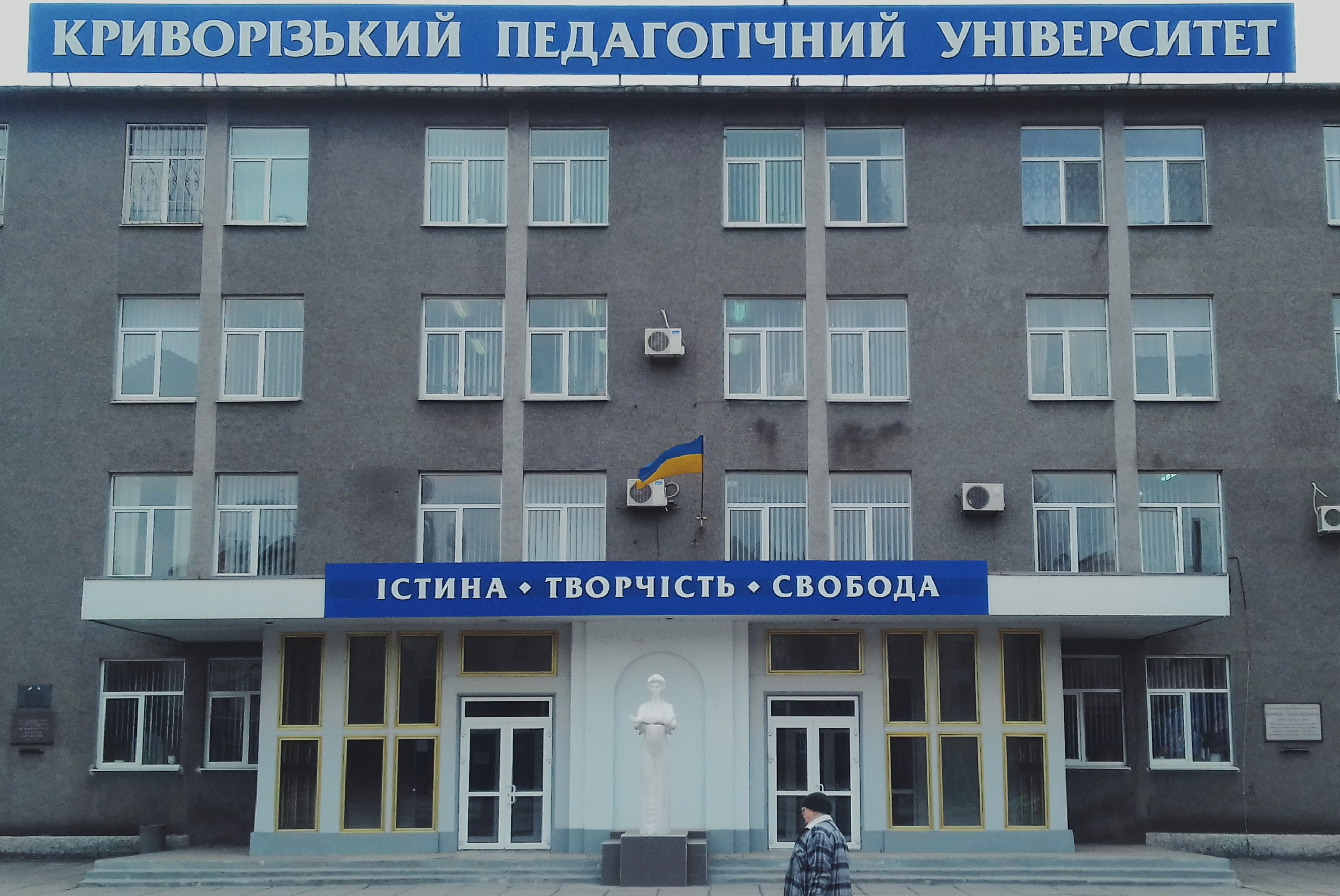
Криворожский государственный педагогический университет

- Криворожский национальный университет;
- Криворожский государственный педагогический университет;
- Государственный университет экономики и технологий[укр.];
- Донецкий национальный университет экономики и торговли;
- Днепропетровский институт профессионального развития и образования;
- Запорожский институт экономики и информационных технологий — Криворожское обособленное подразделение;
- Запорожский национальный университет — региональный учебно-консультационный центр;
- Национальная металлургическая академия Украины — Криворожский филиал;
- Донецкий юридический институт;
- Институт делового администрирования;
- Европейский университет — Криворожский филиал;
- Межрегиональная академия управления персоналом;
- Одесская юридическая академия — Криворожский учебный центр;
- Харьковский национальный автомобильно-дорожный университет — учебно-консультационный центр;

#### Колледжи
- Криворожский авиационный колледж;
- Криворожский медицинский колледж;
- Криворожский областной профессиональный музыкальный колледж;
- Криворожский колледж торговли и гостинично-ресторанного бизнеса;
- Профессиональный колледж экономики и технологий Государственного университета экономики и технологий[укр.];
- Криворожский строительный колледж.

В состав Криворожского национального университета входит 6 колледжей:
- Ингулецкий колледж;
- Криворожский автотранспортный колледж;
- Криворожский горно-электромеханический колледж;
- Криворожский горный колледж;
- Криворожский индустриальный колледж;
- Криворожский политехнический колледж.

### Научно-исследовательские и проектные организации
- Научно-исследовательский институт безопасности труда и экологии в горнорудной и металлургической промышленности (НИИБТГ);
- Криворожский ботанический сад;
- Научно-исследовательский и проектно-конструкторский институт горного машиностроения (НИПИРудМаш);
- Научно-исследовательский горнорудный институт (НИГРИ);
- Украинский научно-исследовательский институт промышленной медицины;
- Государственный институт по проектированию предприятий горнорудной промышленности «Кривбасспроект»;
- Научно-исследовательский и проектный институт «Механобрчермет»;
- Геологоразведочная экспедиция «Кривбассгеология».

## Культура и отдых
Театры

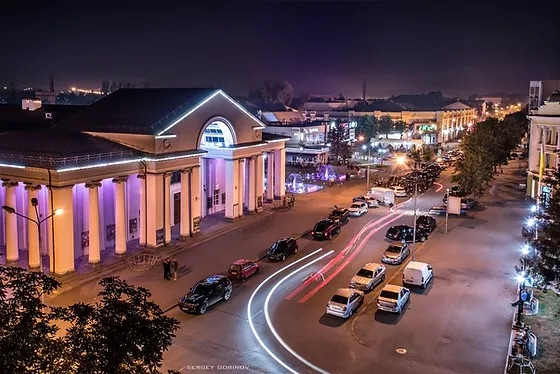
Городской театр имени Т. Г. Шевченко в историческом центре

Площадь «Арт-Майдан» на Почтовом проспекте

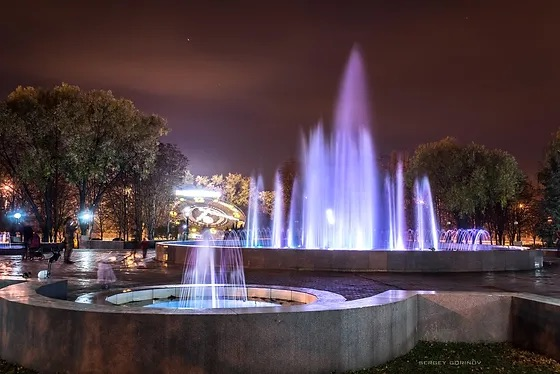
Фонтаны перед зданием горисполкома

- Криворожский городской театр драмы и музыкальной комедии имени Т. Г. Шевченко;
- Криворожский академический городской театр музыкально-пластических искусств «Академия движения»;
- Криворожский городской театр кукол.

Кинотеатры
В 1972 году открылся кинотеатр «Современник» — один из центров культурной жизни города.
Музеи

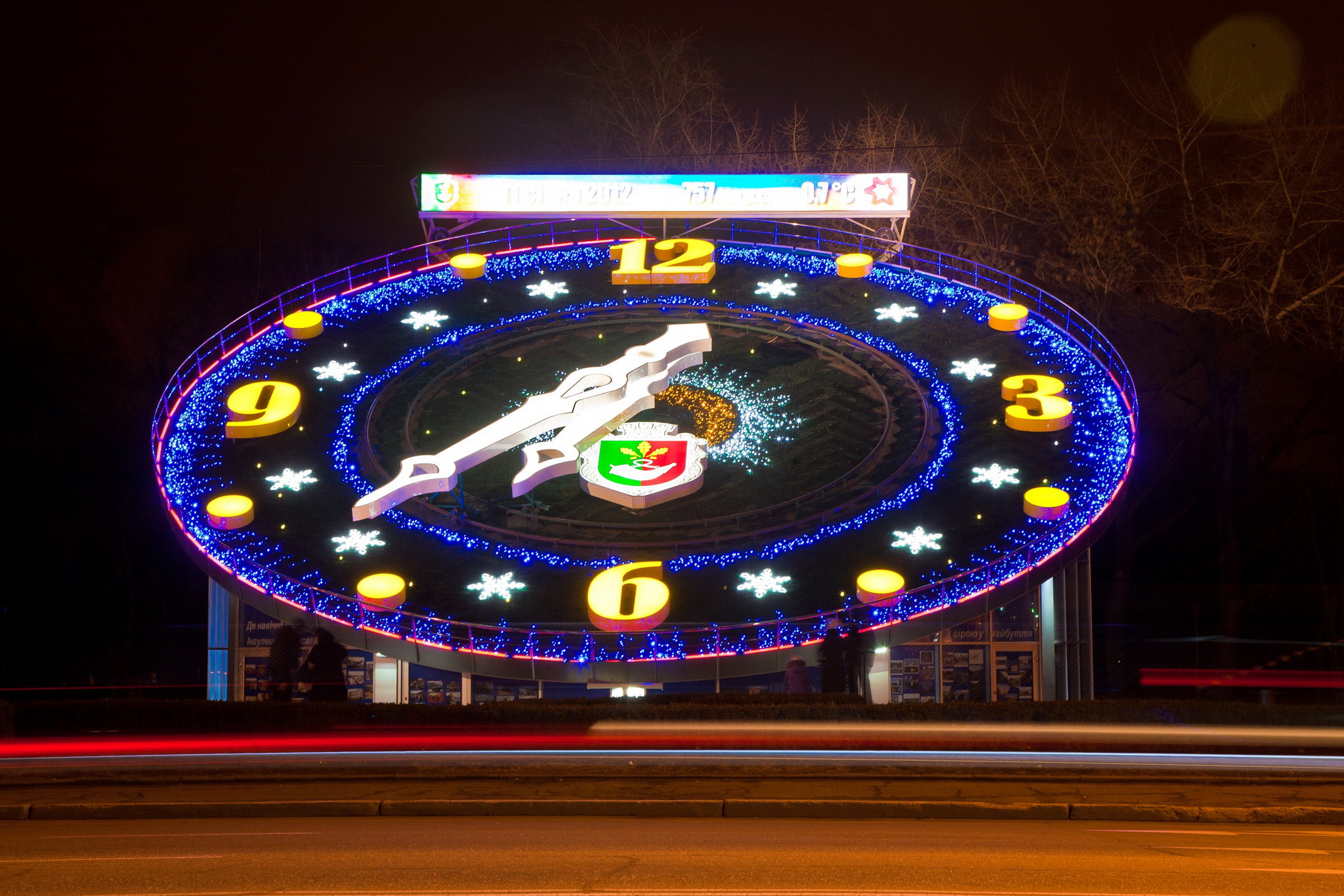
Цветочные часы: внутри них расположена интерактивная галерея историко-краеведческого музея

- Криворожский историко-краеведческий музей и его филиал в Терновском районе;
- музей-квартира художника Григория Синицы;
- музей Михаила Мармера — музей культуры еврейского народа и истории Холокоста;
- мемориал трудовой славы ПАО «СевГОК»;
- музей истории Криворожского меткомбината;
- музей трудовой славы ПАО «ЦГОК».

21 апреля 1975 года в Криворожском авиационном училище ко Дню Победы был открыт музей истории гражданской авиации и трудовой славы училища.
Выставки
В городе работает выставочный центр — место проведения выставок художников города, Украины и зарубежья.

### Памятники

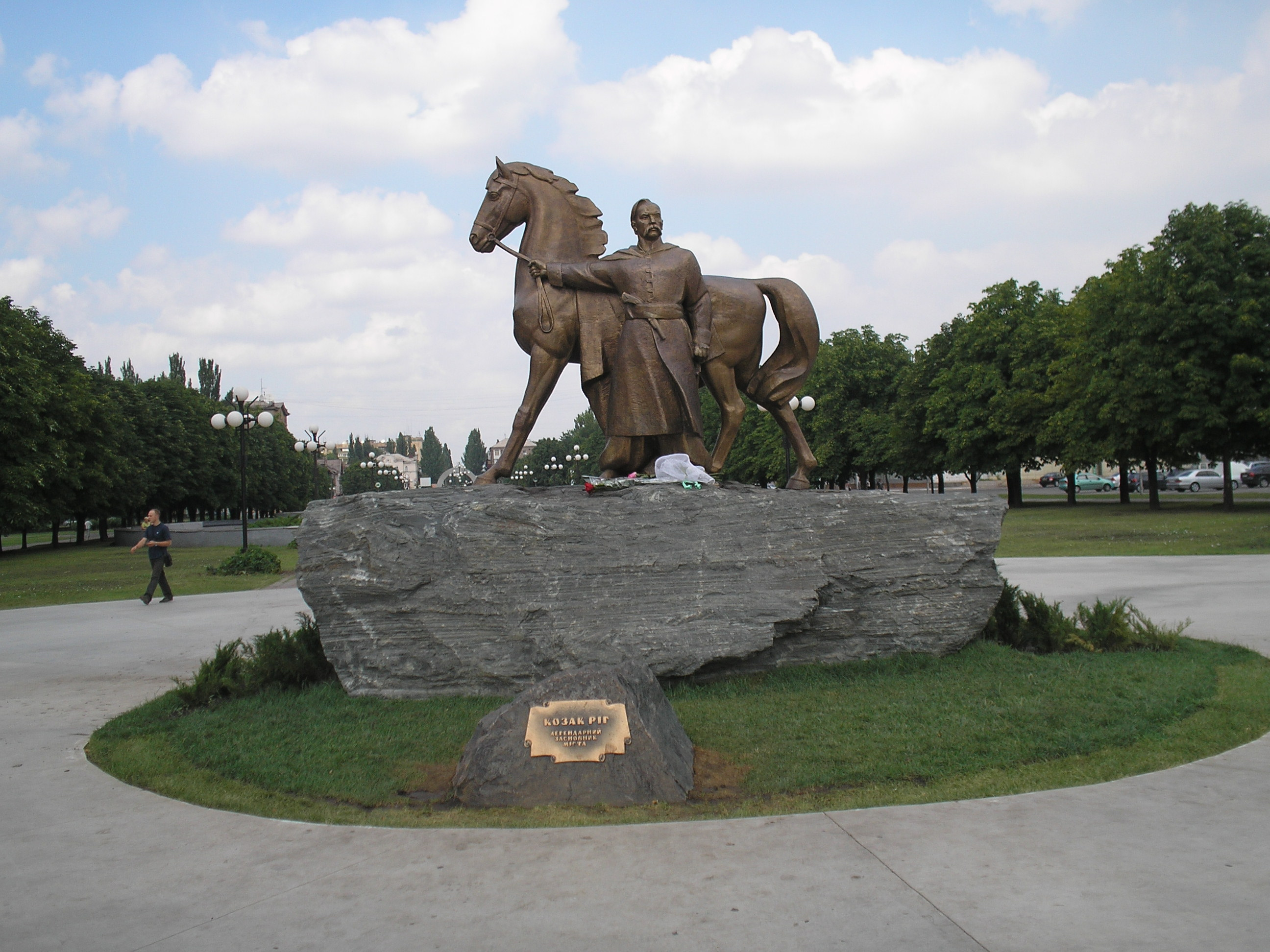
Памятник Козак Кривой Рог на Соцгороде, лето 2011

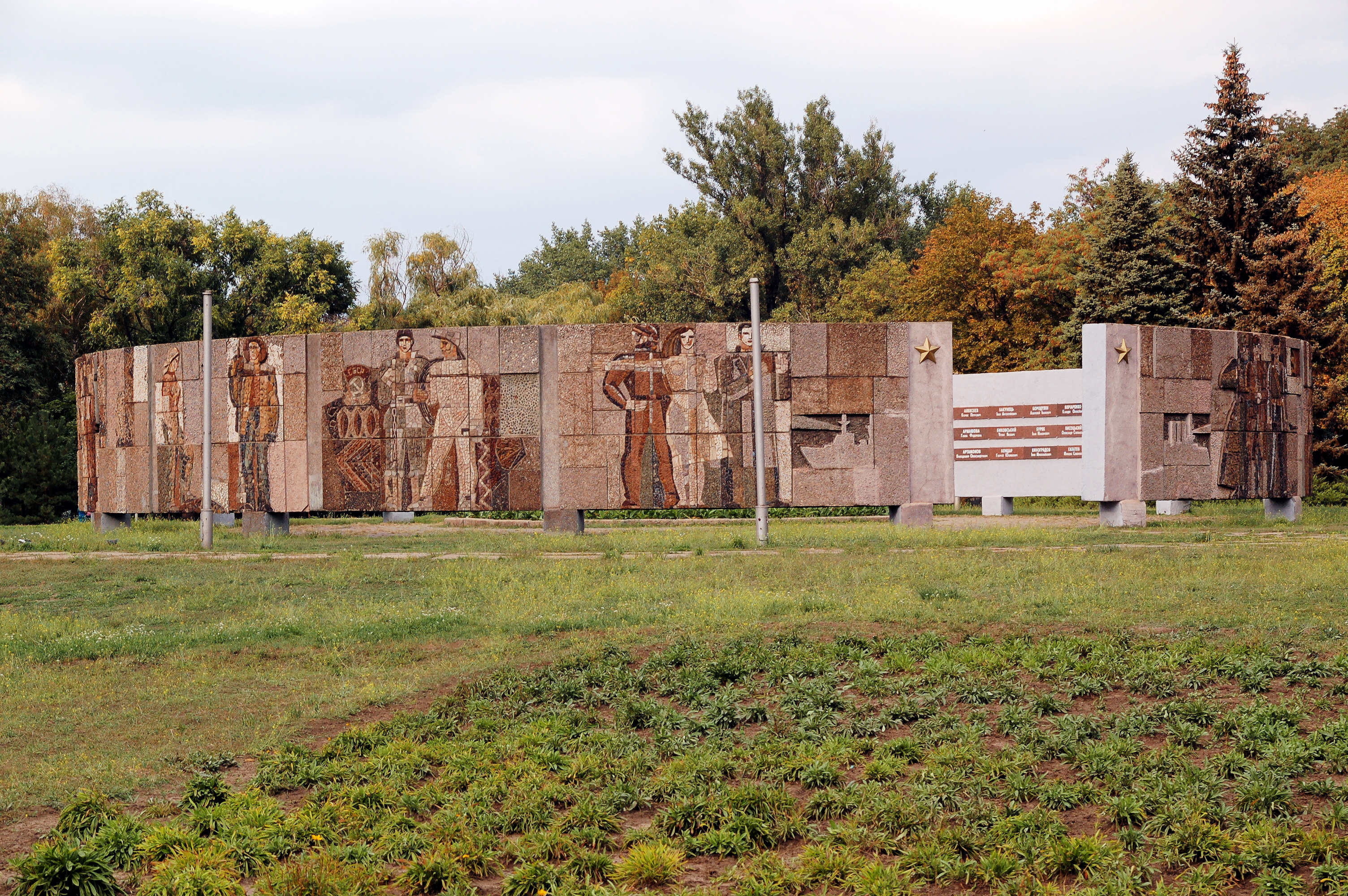
Стела Героев до переноса из парка Героев, сентябрь 2012

Большинство памятников расположены на площадях или в общественных парках — в городе есть памятники Александру Полю, Тарасу Шевченко (два), Богдану Хмельницкому (три, с 1954 года), Василию Маргелову, Александру Пушкину, Михаилу Лермонтову и Максиму Горькому. Все памятники Ленину во время и после событий евромайдана 2014 года были снесены.
В городе есть 22 братские могилы советских воинов, мемориалы и памятные доски. В 1965 году открыт памятник «Данко». В 1968 году воздвигнут монумент «Победа», в 1969 году — Стела Героев. Осенью 2013 года Стела Героев была демонтирована и в феврале 2014 г. открылась в новом месте, за монументом «Победа», в отреставрированном виде.
В 1972 году на площади Освобождения был установлен памятник танкистам-освободителям. Паровоз Эм установлен на Привокзальной площади станции Кривой Рог-Главный. Самолёт Су-15 установлен на территории авиационного клуба «Юный авиатор», Як-40 — в сквере на Смычке, возле Криворожского колледжа Национального авиационного университета.
Символом города стал памятник «Казак Кривой Рог».

### Религия

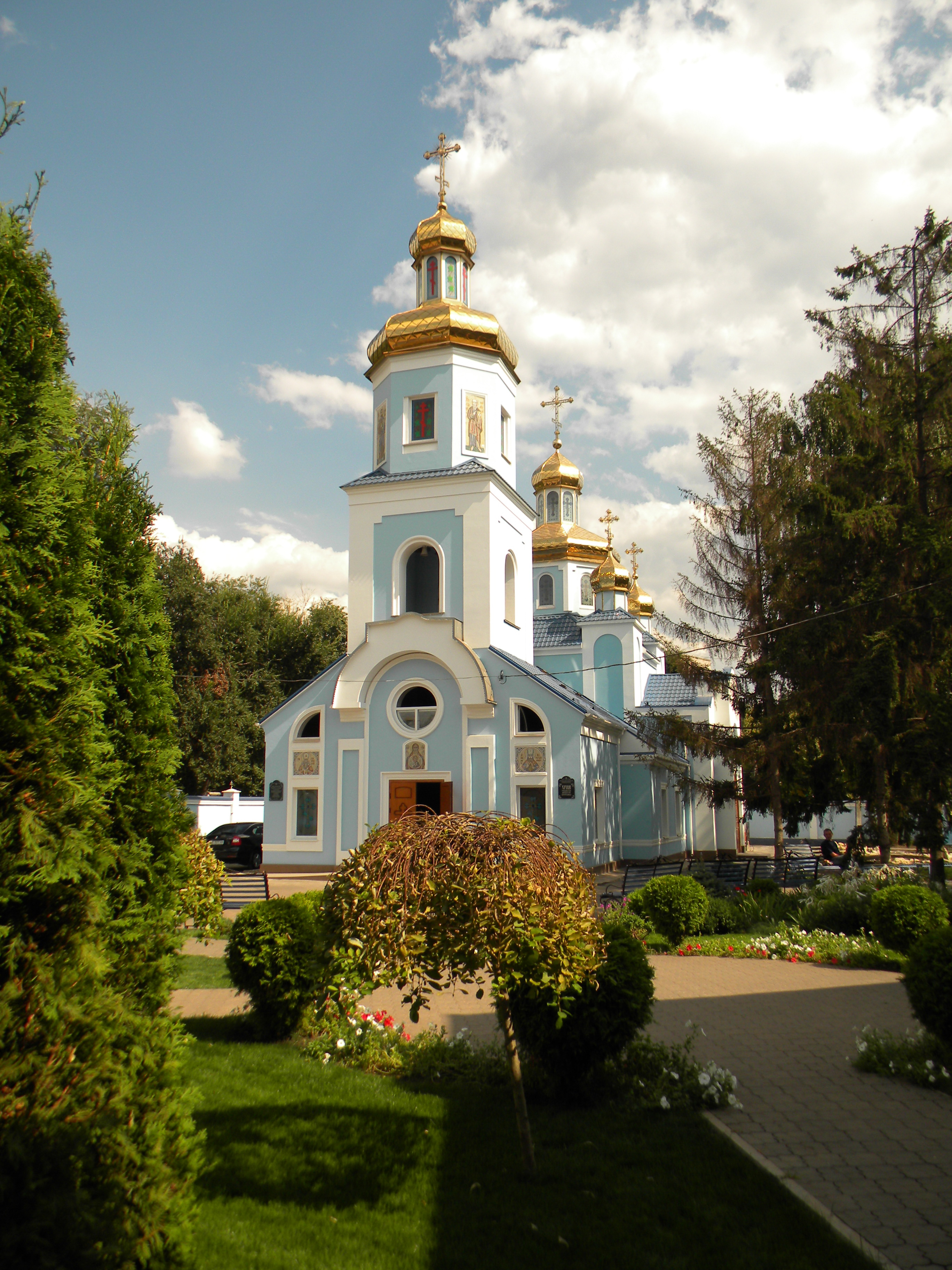
Церковь Рождества Пресвятой Богородицы

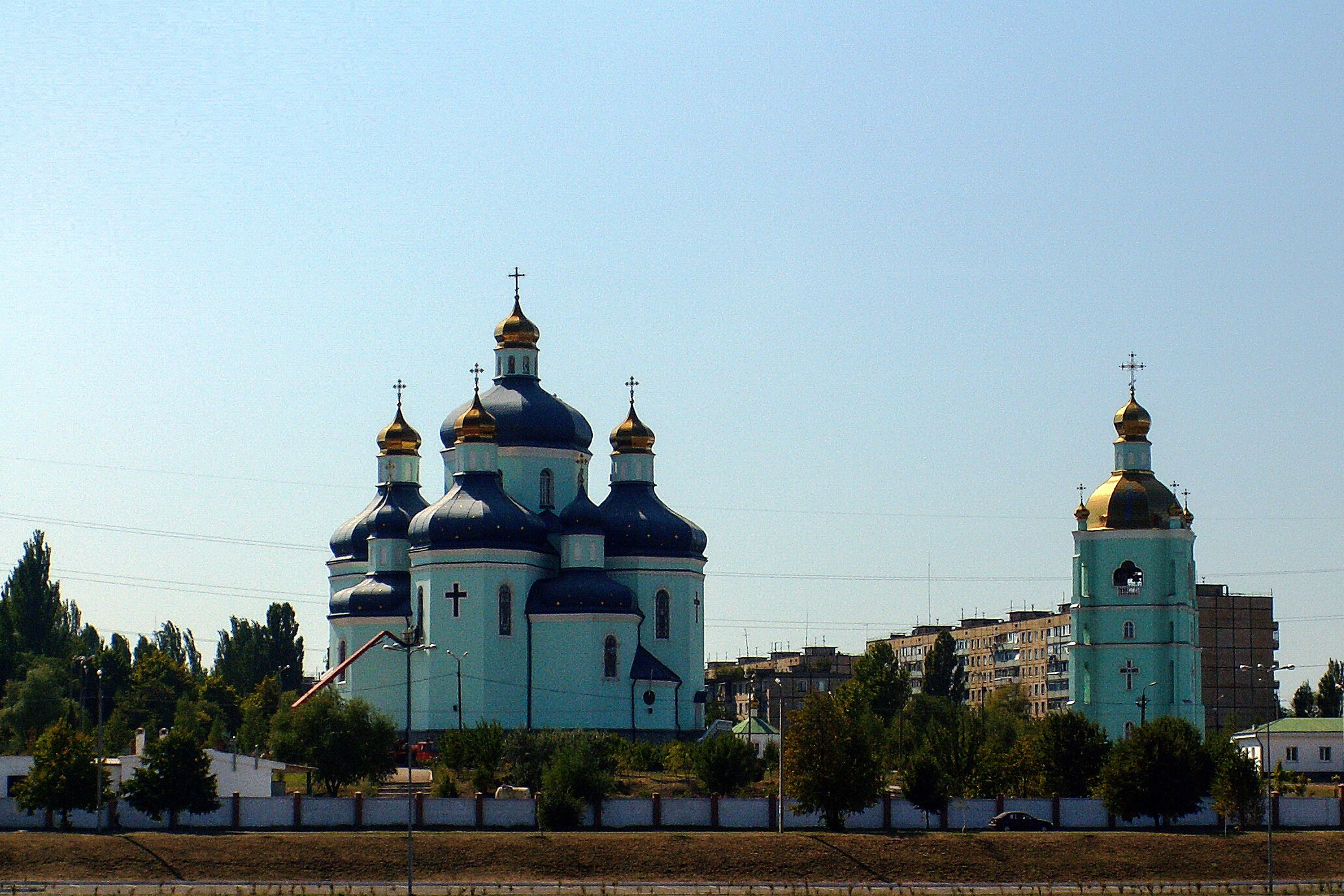
Спасо-Преображенский собор

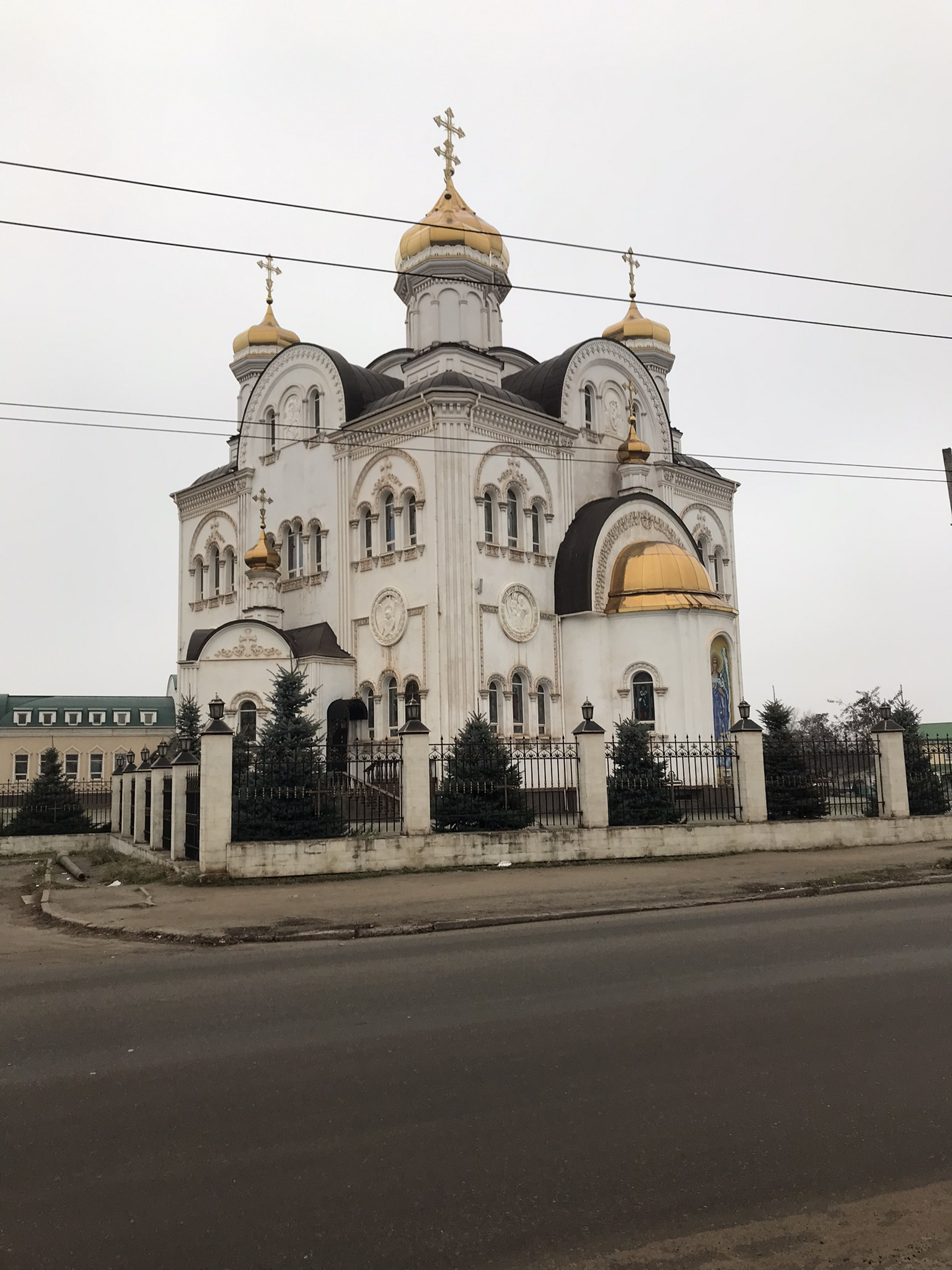
Покровский женский монастырь

Кривой Рог является кафедральным городом и центром Криворожской и Никопольской епархии Украинской православной церкви (Московского патриархата). В городе находится больше двух десятков православных храмов, среди них Рождества Пресвятой Богородицы и Свято-Преображенский кафедральный собор. Открыты Свято-Владимирский мужской монастырь и Свято-Покровский женский монастырь. Действует епархиальная иконописная школа имени Андрея Рублёва. Святыми покровителями города считаются епископы Онуфрий (Гагалюк) и Порфирий (Гулевич), в 2013 году был открыт посвящённый им памятник.
В 2010 году была построена синагога «Бейт Штерн Шульман», активно действуют еврейская община, общеобразовательная школа и детский сад, выпускается городская еврейская газета, а в телеэфир регулярно выходит передача «Шофар». Также работает Костёл Успения Пресвятой Девы Марии Римско-католической церкви; церковь Евангельских христиан-баптистов и церковь пятидесятников ОЦХВЕ «Благодать», Залы Царства свидетелей Иеговы; Храм ведической культуры (Харе Кришна). На территории города проживает большое количество мусульман, среди которых азербайджанцы, курды, чеченцы. С 2007 года начались организационные мероприятия по строительству мечети.

### Спорт

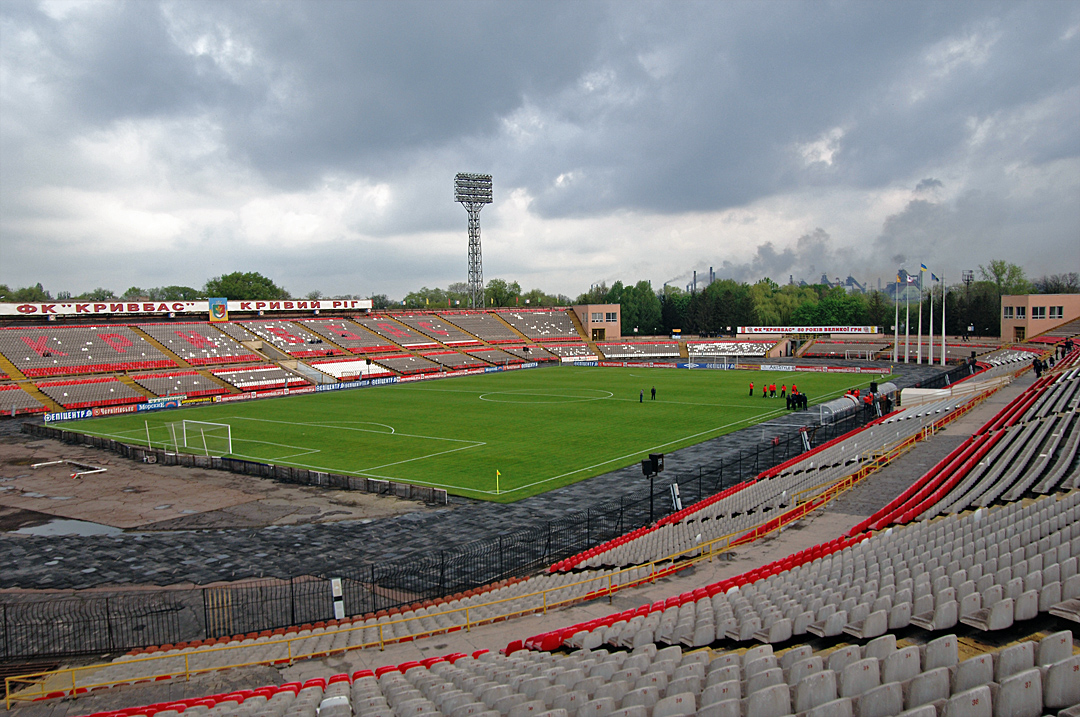
Стадион «Металлург»

В Кривом Роге существуют стадионы «Металлург» вместимостью 29 700 человек и «Спартак», 2 ледовые арены, 17 спортивных школ воспитывают примерно 11 тысяч спортсменов.
Уникальным является городской парашютный клуб «Юный авиатор». В городе базируется баскетбольный клуб «Кривбасс».
Футбольный клуб «Кривбасс» до 2013 года все чемпионаты Украины, кроме первого, провёл в Высшей лиге. В 2000 году играл в финале Кубка Украины. В 1999 и 2000 годах становился бронзовым призёром чемпионата и выступал в Кубке УЕФА (совр. Лига Европы), но был объявлен банкротом в 2013 году. Летом 2020 года другая криворожская команда, «Горняк», игравшая во Второй лиге Украины, была ребрендирована в возрожденный ФК «Кривбасс». По итогам сезона 2020/2021 «Кривбасс занял 2-е место и повысился в классе до участия в Первой лиге, где уже в следующем сезоне обратно занял 2-е место и, благодаря успеху в стыковых матчах, торжественно вернулся в Премьер-лигу, где в следующем же сезоне занял 7-е место и продолжает выступать в высшем дивизионе.

### Отдых

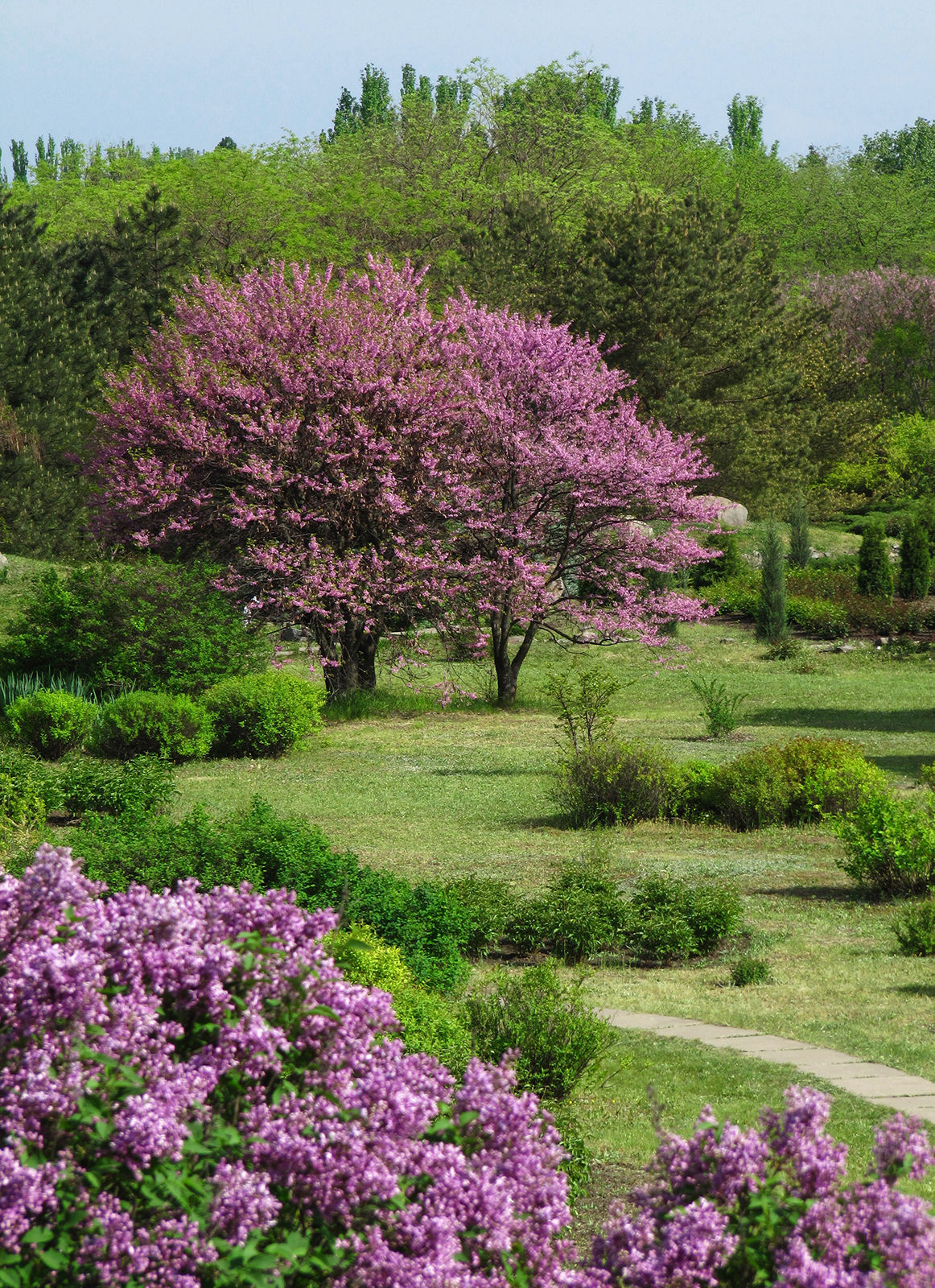
Криворожский ботанический сад

Криворожский государственный цирк выступает не только в качестве крупной арены, но и принимает у себя различные выставки и галереи. В городе проводится множество крупных культурных и спортивных мероприятий, различных выставок и фестивалей. Среди наиболее известных и посещаемых из них «Студенческая республика», «Криворожский фотоквест», «Джаз и юность», кинофестиваль «Кино под звёздами», литературный фестиваль «Руді тексти», «Криворожский фестиваль мёда» (проводится с 2011 года Криворожской гильдией пчеловодов). В 1987—2000 годах в городе проходил музыкальный фестиваль «Горизонты джаза».

## Средства массовой информации
С 7 декабря 1924 года в Кривом Роге издаётся городская газета «Красный горняк». В городе издавались газеты и журналы различной направленности — общегородские «Криворожские ведомости», «Вестник Кривбасса», «Домашняя газета», «Пульс», литературный альманах «Саксагань», литературный журнал «Курьер Кривбасса». Популярными интернет-ресурсами являются «Первый Криворожский», «0564», «Кривой Рог LIFE» и другие.
В городе вещает 20 радиостанций на FM-частотах, большинство из них — «Авторадио», «Европа Плюс», «ХІТ-FM», «Первый канал Украинского радио», — передаются с городской телевышки, построенной в 1960 году.
В мае 1990 года была основана КРГТРК «Криворожье», а 10 марта 1993 года — муниципальная телерадиокомпания «Рудана» — крупнейшая в криворожском регионе телекомпания, потенциальными зрителями и слушателями которой являются более миллиона жителей города и прилегающих районов Днепропетровской, Кировоградской, Херсонской и Николаевской областей.
В августе 2015 года был основан телеканал «Первый Криворожский» на базе одесской франшизы телеканала «Первый городской». Телеканал получил десятилетнюю лицензию на кабельное вещание.

## Награды
- Орден Ленина (18 января 1971) — указом Президиума Верховного Совета СССР;
- Орден Трудового Красного Знамени (23 мая 1975) — указом Президиума Верховного Совета СССР.

## Персоналии
Людям внёсшим особый вклад в развитие города присваивается звание Почётный гражданин Кривого Рога.

## Города-побратимы
- Дуйсбург[92]
- Кошице
- Люблин[93]
- Люнгдал
- Мишкольц
- Рустави[94]
- Ханьдань[95]
- Эспоо

### Бывшие
- Жодино[96]
- Нижний Тагил